# 日本酒

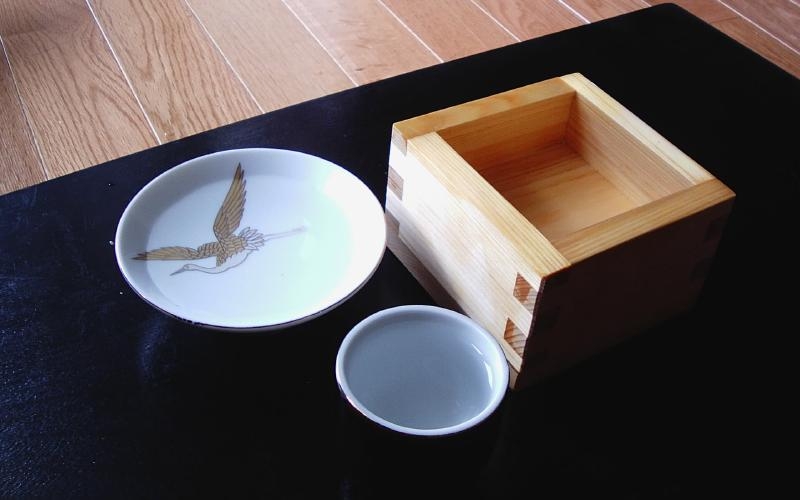
酒器に酌まれた日本酒。盃（左）、お猪口（中央）、枡（右）。

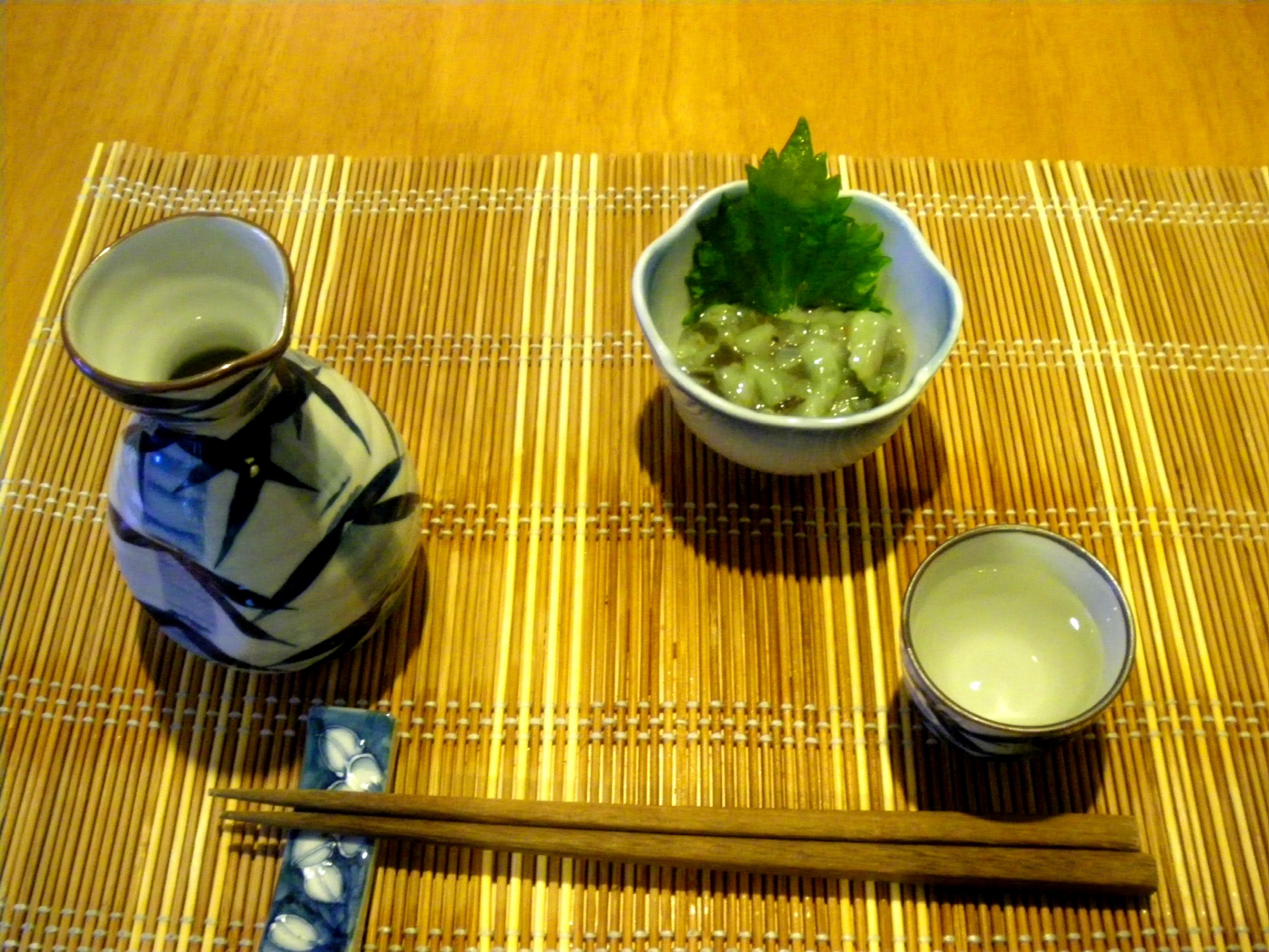
一合徳利（左）、酒の肴（中央上）、お猪口（右）。

日本酒（にほんしゅ）、または和酒（わしゅ）は、通常は米（主に酒米）と麹と水を主な原料とする清酒（せいしゅ）を指す。日本特有の製法で醸造された酒で、醸造酒に分類される。

## 定義

### 呼称・名称
日本古語では「酒々（ささ）」、仏教僧侶の隠語で「般若湯（はんにゃとう）」、江戸時代頃より、「きちがい水」という別称も使われる。現代では「ポン酒（ぽんしゅ）」と呼ばれることもある。
アメリカでは「sake（サーキー）」と呼ばれることが多い。

### 清酒と日本酒
国税庁および日本酒造組合中央会によれば、「清酒」（Sake）とは、海外産も含め、米、米こうじおよび水を主な原料として発酵させてこしたものを広く言い、「日本酒」（Nihonshu/ Japanese Sake）とは、清酒のうち、原料の米に日本産米を用い、日本国内で醸造したもののみを言うのであり、「日本酒」という呼称は地理的表示（GI:Geographical Indication）として保護されている。地理的表示は、WTOの協定が定める知的財産権の一つであり、特定の産地ならではの酒類の特性（品質等）が確立されている場合、当該産地内で生産され、一定の生産基準を満たした商品だけが、その産地名を独占的に名乗ることができる制度である。

### 酒税法による定義とアルコール度数
日本では、酒類に関しては酒税法が包括的な法律となっている。同法において「清酒」とは、次の要件を満たした酒類で、アルコール分が22度未満のものをいう（3条7号）。
- 米、米こうじ（麹）及び水を原料として発酵させて、こしたもの

1. 米、米こうじ、水及び清酒かすその他政令で定める物品[注釈 3][注釈 4]を原料として発酵させて、こしたもの
2. 清酒に清酒かすを加えて、こしたもの

なお、日本酒に類似する酒類として「その香味、色沢その他の性状が清酒に類似する」混成酒である「合成清酒」（同条8号）や、どぶろくなど一部の「その他の醸造酒」（同条19号）がある。
一般的な日本酒のアルコール度数は15～16%と醸造酒としては高い部類になる。女性や若者など軽い酒を好む消費者や、輸出を含めた洋酒との競争に対応するため、アルコール度数がビールよりやや高い程度の6～8%台や、ワインと同程度（10%台前半）の低アルコール日本酒も相次ぎ開発・販売されている。発泡日本酒では5%という製品もある。
逆に、清酒と類似の原材料、製法で酒税法上の定義より高いアルコール度数（22度以上）の酒を製造することも技術的には可能である。「越後さむらい」（玉川酒造）のように、清酒の製法（醸造した原酒にアルコール添加・加水しての製造）で製造されながらアルコール度数が46度に達する酒も存在する（酒税法上は3条21号のリキュール扱い）。

#### クラフトサケ（クラフト日本酒）

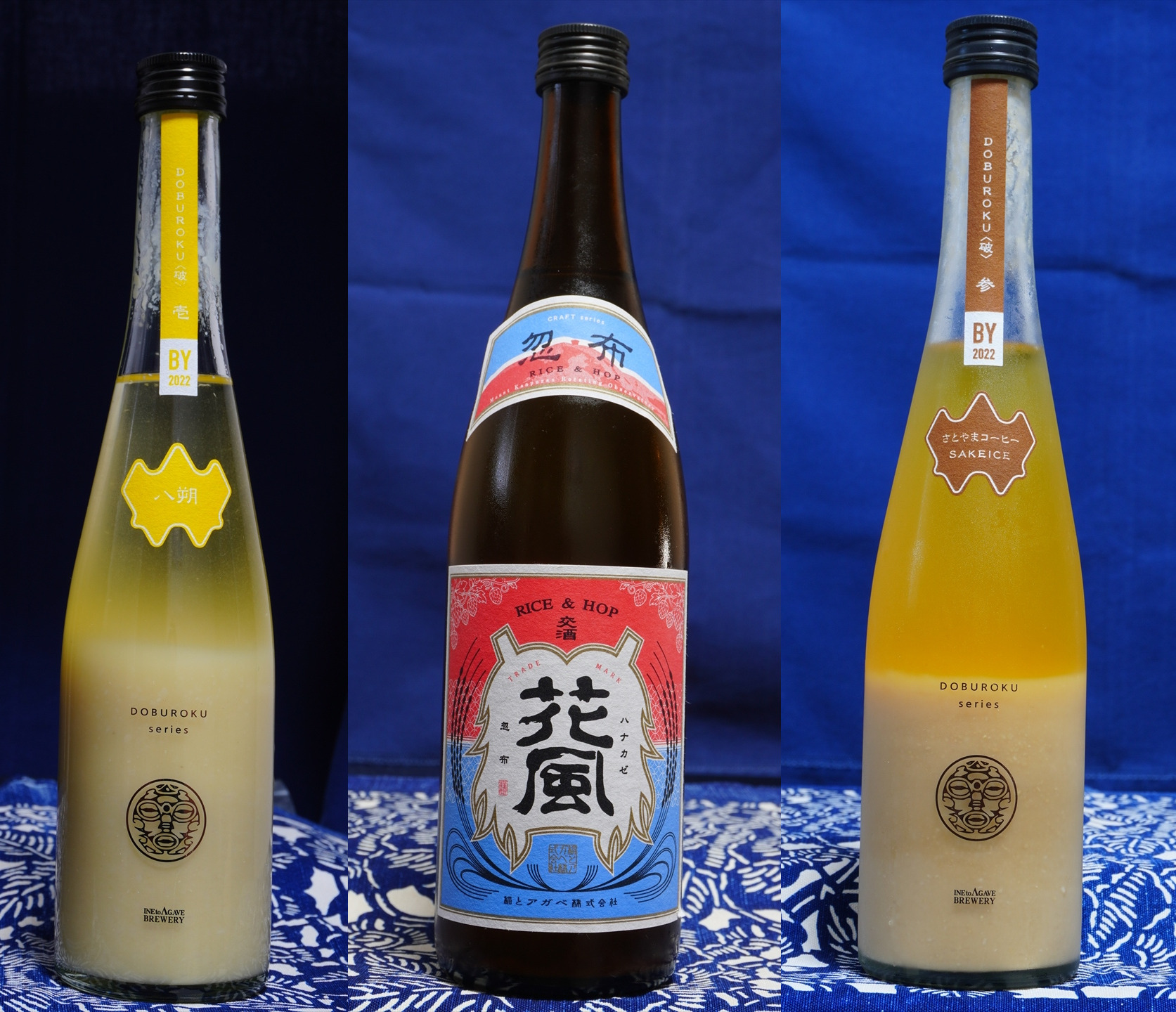
「稲とアガベ」のクラフトサケ。左から順に副原料にハッサク、ホップ、コーヒーを使用している。

クラフトサケは、酒税法で定められた米と米麹と水を使った日本酒の製法を基礎としながら伝統的な製法とは異なる方法で作られた日本酒を指し、酒税法上では「清酒」（日本酒）ではなく「その他の醸造酒」に該当する。酒税法の定義では清酒は副原料を用いて作ることはできないが、その他の醸造酒であるクラフトサケでは可能であり、これにより従来の日本酒とは異なる風味を実現でき、蔵元の地元の特産品を副原料に用いることもできるようになる。副原料としてはしばしばフルーツやハーブなどが用いられており、例えば「稲とアガベ」ではアガベシロップ、ホップ、ハッサク、リンゴ、ブドウ、緑茶、コーヒー、ハチミツなどを副原料に用いている。
酒税法では新規参入事業者が新たに酒造免許を取得して国内向けの日本酒造りをすることが禁止されており、新たに酒造りを始めたければ既存の酒造会社の事業を買収するなどして継承するか、輸出専用の日本酒を作るしかない。クラフトサケであるならばこの規制に抵触しないため、若手の醸造家がクラフトサケを作り始める事例が出てきている。2022年6月には稲とアガベの岡住修兵が主導して6つの醸造所により「クラフトサケブリュワリー協会」が設立された。同協会は従来の日本酒になじみのなかった若者や女性にもクラフトサケを訴求したい考えであるが、高い付加価値に基づいてその価格設定は従来の日本酒に比べて約2倍程度である。「クラフト」を冠した酒類については「クラフトビール」参照。

## 分類

### 特定名称分類

#### 普通酒
普通酒とは、後述の特定名称酒以外の清酒である。一般に流通している大部分の日本酒は普通酒に分類される。
米、米こうじ、水のほか、清酒かす（酒粕）、政令で定める物品を原料（副原料）として製造される。この物品には、醸造アルコール、焼酎、ぶどう糖その他の糖類、有機酸、アミノ酸塩（うま味調味料など）または清酒がある（酒税法施行令2条）。これらの副原料は、その重量が米・米こうじの重量を50%を超えない範囲という条件つきで使用を認められている（酒税法3条7号ロ）。
三倍増醸清酒、またはそれをブレンドした酒は、2006年（平成18年）の酒税法改正で清酒の範疇には含まれなくなった。合成清酒は元より清酒ではないので、普通酒ではない。
製法や品質が特定名称酒に相当する日本酒であっても、特定名称を表示せず、普通酒として販売する場合もある。
製品としては各メーカーが独自の名称、ランク付けを用いて表記される。

#### 特定名称酒

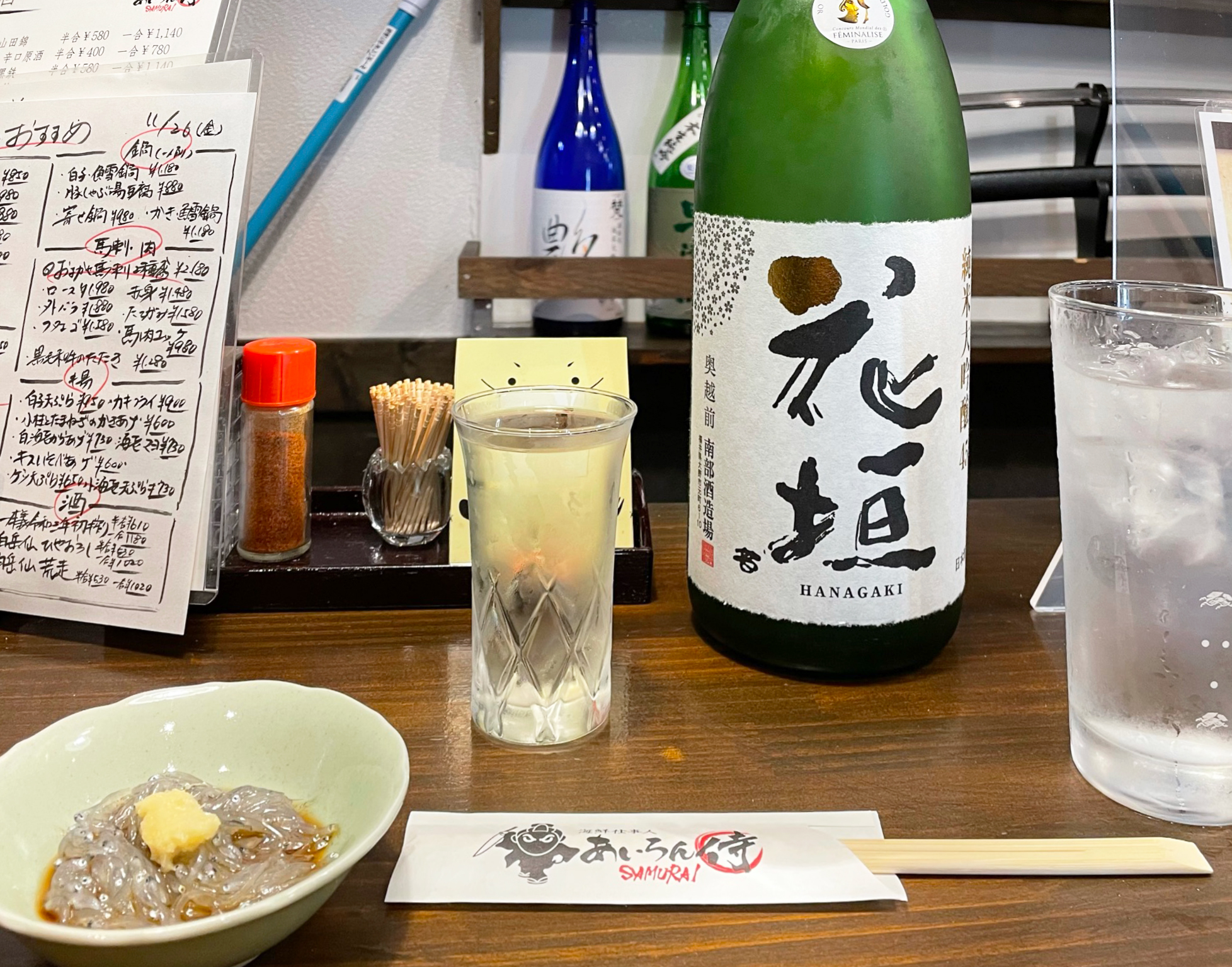
純米大吟醸酒（福井県）

清酒の要件を満たしたもののうち、原料や製法が一定の基準を満たすものは、国税庁告示に定められた特定の名称を容器又は包装に表示することができる。特定名称を表示した清酒を特定名称酒という。
特定名称酒は、農産物検査法に基づく米穀検査により3等以上に格付けされた玄米又はこれに相当する玄米を精米した白米を用い、こうじ米の使用割合（白米の重量に対するこうじ米の重量の割合）が、15%以上のものに限られる。
特定名称酒の表示は、当該特定名称によることとされ、これと類似する用語又は特定名称に併せて「極上」「優良」「高級」等の品質が優れている印象を与える用語は用いることができない。ただし、特定名称の清酒を含めて自社の製品のランク付けとしてのみであれば、表示することができる（「特別」を除く）。
特定名称酒は、原料や精米歩合により、本醸造酒、純米酒、吟醸酒に分類される。
| 特定名称     | 使用原料                         | 精米歩合                                | 香味等の要件                         | こうじ米使用割合 |
| ------------ | -------------------------------- | --------------------------------------- | ------------------------------------ | ---------------- |
| 本醸造酒     | 米、米こうじ、水、醸造アルコール | 70%以下                                 | 香味、色沢が良好                     | 15%以上          |
| 特別本醸造酒 | 米、米こうじ、水、醸造アルコール | 60%以下又は特別な製造方法（要説明表示） | 香味、色沢が特に良好                 | 15%以上          |
| 純米酒       | 米、米こうじ、水                 | －                                      | 香味、色沢が良好                     | 15%以上          |
| 特別純米酒   | 米、米こうじ、水                 | 60%以下又は特別な製造方法（要説明表示） | 香味、色沢が特に良好                 | 15%以上          |
| 吟醸酒       | 米、米こうじ、水、醸造アルコール | 60%以下                                 | 吟醸造り、固有の香味、色沢が良好     | 15%以上          |
| 純米吟醸酒   | 米、米こうじ、水                 | 60%以下                                 | 吟醸造り、固有の香味、色沢が良好     | 15%以上          |
| 大吟醸酒     | 米、米こうじ、水、醸造アルコール | 50%以下                                 | 吟醸造り、固有の香味、色沢が特に良好 | 15%以上          |
| 純米大吟醸酒 | 米、米こうじ、水                 | 50%以下                                 | 吟醸造り、固有の香味、色沢が特に良好 | 15%以上          |

|                                | 吟醸造り かつ 精米歩合：50%以下 | 吟醸造り かつ 精米歩合：60%以下 | 特別な製造方法 又は 精米歩合：60%以下 | －                             |
| 醸造アルコール：なし（純米）   | 純米大吟醸酒                    | 純米吟醸酒                      | 特別純米酒                            | 純米酒                         |
| 醸造アルコール：あり（アル添） | 大吟醸酒                        | 吟醸酒                          | 特別本醸造酒                          | 本醸造酒 （精米歩合：70%以下） |

本醸造酒
本醸造酒とは、精米歩合70%以下の白米、米こうじ、醸造アルコール及び水を原料として製造した清酒で、香味及び色沢が良好なものに用いることができる名称である。使用する白米の重量の10%未満（白米1トンにつきおよそ120リットル以下）の量に限り醸造アルコールを添加することができる。
特別本醸造酒
特別本醸造酒とは、本醸造酒のうち、香味及び色沢が「特に良好」であり、かつ、その旨を使用原材料、製造方法その他の客観的事項をもって当該清酒の容器又は包装に説明表示するもの（精米歩合をもって説明表示する場合は、精米歩合が60%以下の場合に限る）に用いることができる名称である。
純米酒
純米酒とは、白米、米こうじ及び水のみを原料として製造した清酒で、香味及び色沢が良好なものに用いることができる名称である。ただし、その白米は、他の特定名称酒と同様、3等以上に格付けた玄米又はこれに相当する玄米を使用し、さらに米こうじの総重量は、白米の総重量に対して15%以上必要である。
特別純米酒
特別純米酒とは、純米酒のうち、香味及び色沢が「特に良好」であり、かつ、その旨を使用原材料、製造方法その他の客観的事項をもって当該清酒の容器又は包装に説明表示するもの（精米歩合をもって説明表示する場合は、精米歩合が60%以下の場合に限る）に用いることができる名称である。
純米酒は、特定名称酒の中でも（純米のものを含む）吟醸系の酒や本醸造酒に比べて濃厚な味わいがあり、蔵ごとの個性が強いといわれる。
1991年（平成3年）に日本酒級別制度が廃止されて以降、2003年（平成15年）12月31日までの間は、「純米酒」の品位を一定以上に保つため、「精米歩合が70%以下のもの」と法的に規制されていた。当時は精米歩合が低い（玄米をより多く削る）ほど高級酒であるという通念があったからである。
しかし、近年の規制緩和の一環として、この規定は2004年（平成16年）1月1日に削除され、米だけで造ってあれば、たとえ食用米並の精米歩合であっても「純米酒」の名称を認めることとなった。この改正に関しては、評価は消費者の選択に任せるべきで「消費者の権利拡大である」と賛成する立場と「酒造技術の低下を招くもの」と批判する立場がある。
この規制緩和によって、醸造アルコール無添加でも米粉などを使用していたために「純米酒」を名乗れなかった銘柄が、数多く格上げされるのではないかという疑念があったが、実際には先述のように「麹歩合15%以上」「規格米使用」といった制約があり、麹歩合15%未満の酒や規格外米・屑米・米粉を使用した酒は「純米酒」を称することはできない。
一方で上記の条件を満たした上で、かつて普通酒にも用いられなかったような高い精米歩合に敢えてすることで、独特の酒質を引き出す低精白酒などの新しい純米酒の開発も進んだ。
吟醸酒
吟醸酒とは、精米歩合60%以下の白米、米こうじ及び水、又はこれらと醸造アルコールを原料とし、吟醸造りによって製造した清酒で、固有の香味及び色沢が良好なものに用いることができる名称である。低温で長時間かけて発酵させて造られ、吟醸香と呼ばれるリンゴやバナナ、メロンを思わせる華やかな香気成分（酢酸イソアミルやカプロン酸エチルなど）を特徴とする。吟醸造りでは、もろみを絞る直前に醸造アルコールを添加することで、芳香成分を酒粕側から日本酒側に移行させることができる。なお、添加できる醸造アルコールの量は、白米の重量の10%未満（白米1トンにつきおよそ120リットル以下）と定められている。
純米吟醸酒
純米吟醸酒とは、吟醸酒のうち、醸造アルコールを添加せず、米、米こうじ及び水のみを原料として製造したものに特に用いることができる名称である。一般に醸造アルコールを添加した吟醸酒に比べて香りは穏やか（控えめ）になり、味は厚みのあるものとなる。
本記事を含めて一般に吟醸系（の酒）と表現する場合は、吟醸酒、純米吟醸酒、大吟醸酒、純米大吟醸酒などの酒を総称している。
元々は鑑評会向けの特に「吟味して醸した酒」を意味した。1920年代から開発に着手され、1930年代の精米技術の向上、1950年代以降の吟醸酒製造により適した酵母の頒布、1970年代の温度管理技術と麹および酵母の選抜育種技術の進歩に促されて品質が向上するとともに、やがて一般市場に出回るだけの生産量が確保できるようになった。吟醸系の酒が日本国内の市場に流通するようになったのは1980年代以降であり、2000年代以降では日本国外でも日本食ブームに伴って需要が高まっている（参照：「吟醸酒の誕生」）。
大吟醸酒
大吟醸酒とは、吟醸酒のうち、精米歩合50%以下の白米を原料として製造し、固有の香味及び色沢が特に良好なものに用いることができる名称である。吟醸酒よりさらに徹底して低温長期発酵する。最後に吟醸香を引き出すために少量の醸造アルコールを添加する。添加できる醸造アルコールの量は、吟醸酒と同じく白米の重量の10%未満である。
純米大吟醸酒
純米大吟醸酒とは、大吟醸酒のうち、醸造アルコールを添加せず、米、米こうじ及び水のみを原料として製造したものに特に用いることができる名称である。一般に醸造アルコールを添加した大吟醸酒に比べて穏やかな香りで味わい深い。

### 他の分類
特定名称以外にも特徴的な原料や製法によって様々な分類があるが、これらは国税庁の告示（清酒の製法品質表示基準）によるものと、酒造メーカーや業界団体によって伝統的・慣用的に用いられるものがある。前者は、特定名称といくつかの記載事項・任意記載事項・記載禁止事項を定めている。後者は、付加価値を高めるための、前者において定義されていない多様な分類が見られるが、同意の分類でも地方や世代などによって異なる用語が用いられることがあり（中取り/中汲み等）、統一されていない。「特撰」「上撰」「佳撰」といった呼称も、酒造メーカー独自のランク付けとして一部で使われているものである。
特定名称の使用が定められる以前は、「特級(酒)」」「一級(酒)」「二級(酒)」という級別制度が存在した（詳しくは「日本酒の歴史」を参照）。

## 表示

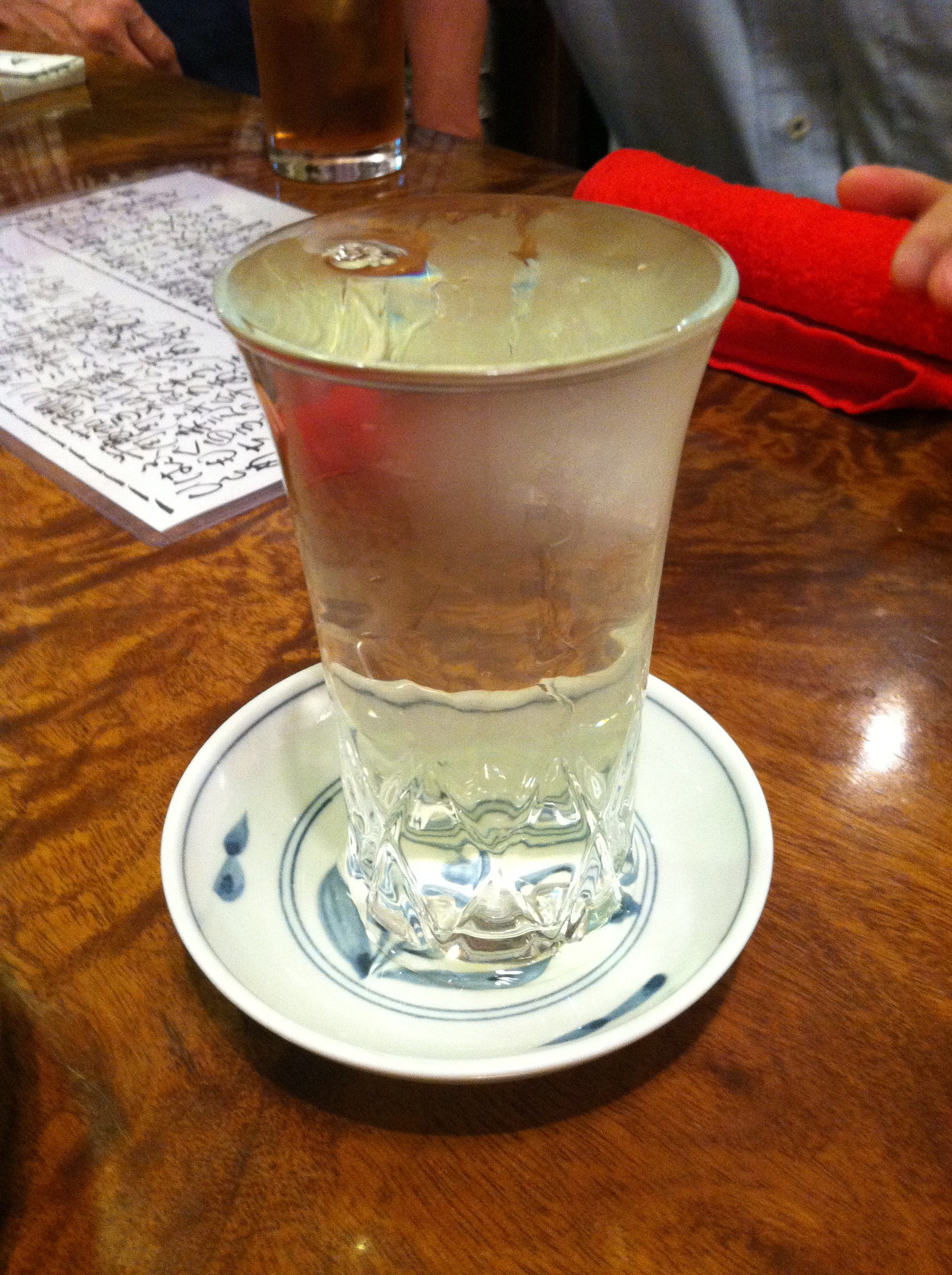
一杯の日本酒

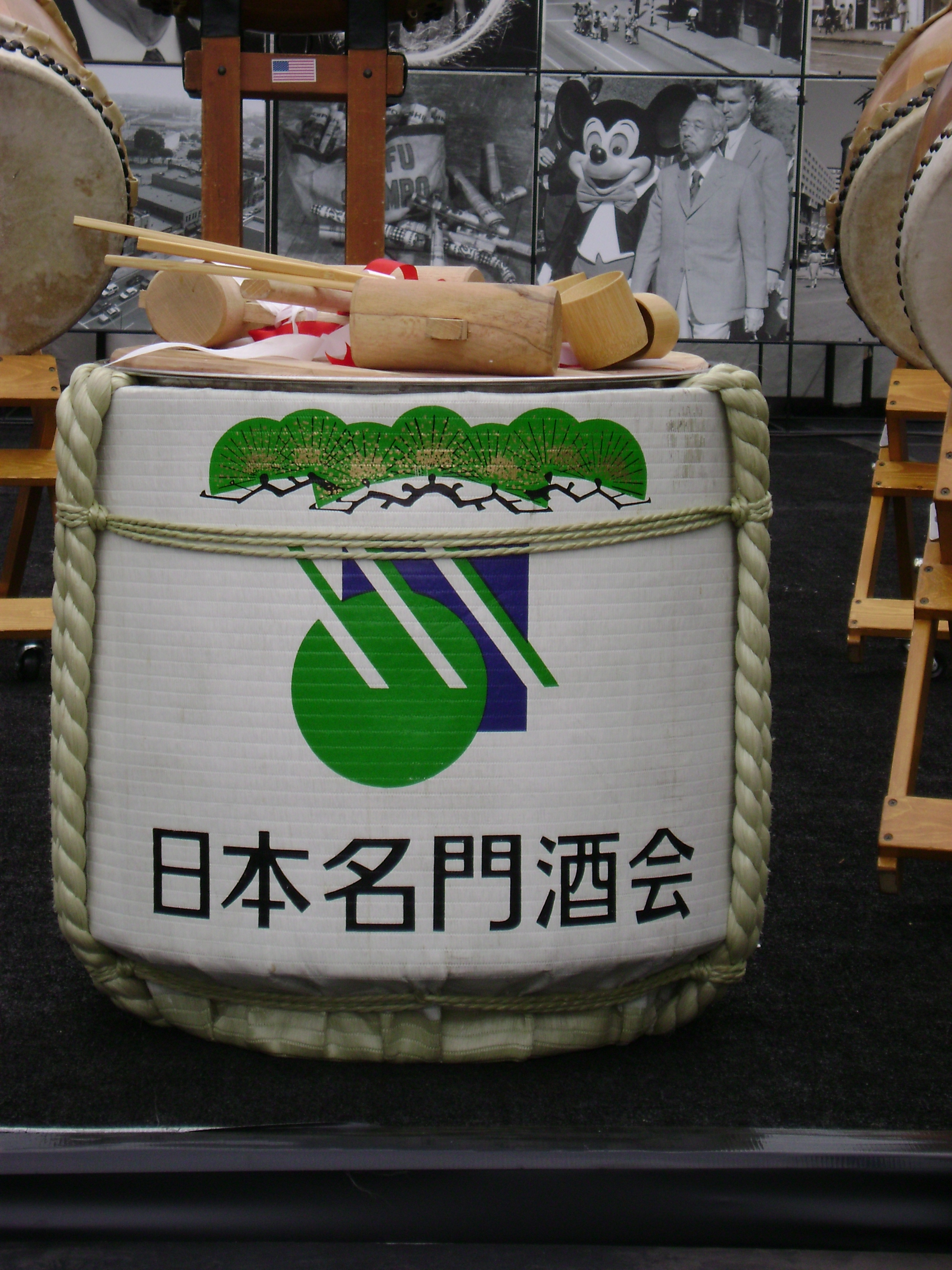
樽酒

### ラベル表示用語

#### 任意記載事項
国税庁の清酒の製法品質表示基準による任意記載事項は、以下の通り。
原料米の品種名
酒造好適米など、特定の品種を原料米の50%以上使用した場合、品種名とその使用割合を表示できる。
清酒の産地名
単一の産地で製造された場合、産地名を表示できる。
貯蔵年数
一年以上貯蔵・熟成された清酒には、貯蔵年数を表示できる。酒造メーカーによっては、1年以上経た酒に古酒、古々酒、大古酒、熟成酒、熟成古酒、秘蔵酒などの名称を冠して販売することがある。年数と用語に関する統一された基準はないが、酒蔵や酒販店で組織する長期熟成酒研究会によれば3年以上寝かせた酒を指すことが多い。
原酒
上漕後、割水もしくは加水調整（アルコール分1%未満の範囲内の加水調整を除く）をしない清酒。
生酒
製成後、加熱処理（火入れ）を一度もしない清酒。酵母などの微生物や酵素が残っており品質が変化しやすいので、鮮度には注意が必要であり、冷蔵保存する必要がある。
生貯蔵酒
製成後、火入れをしないで貯蔵し、製造場から移出する際に火入れした清酒。貯蔵期間については規定されていない。
生一本
清酒の製法品質表示基準「単一の製造場のみで醸造した純米酒である場合」と定められている。表示基準などが制限される以前は、「灘酒」が生一本の代名詞として呼ばれていた。
樽酒
木製の樽で貯蔵し、木香のついた清酒（瓶その他の容器に詰め替えたものを含む）。

#### その他の表示

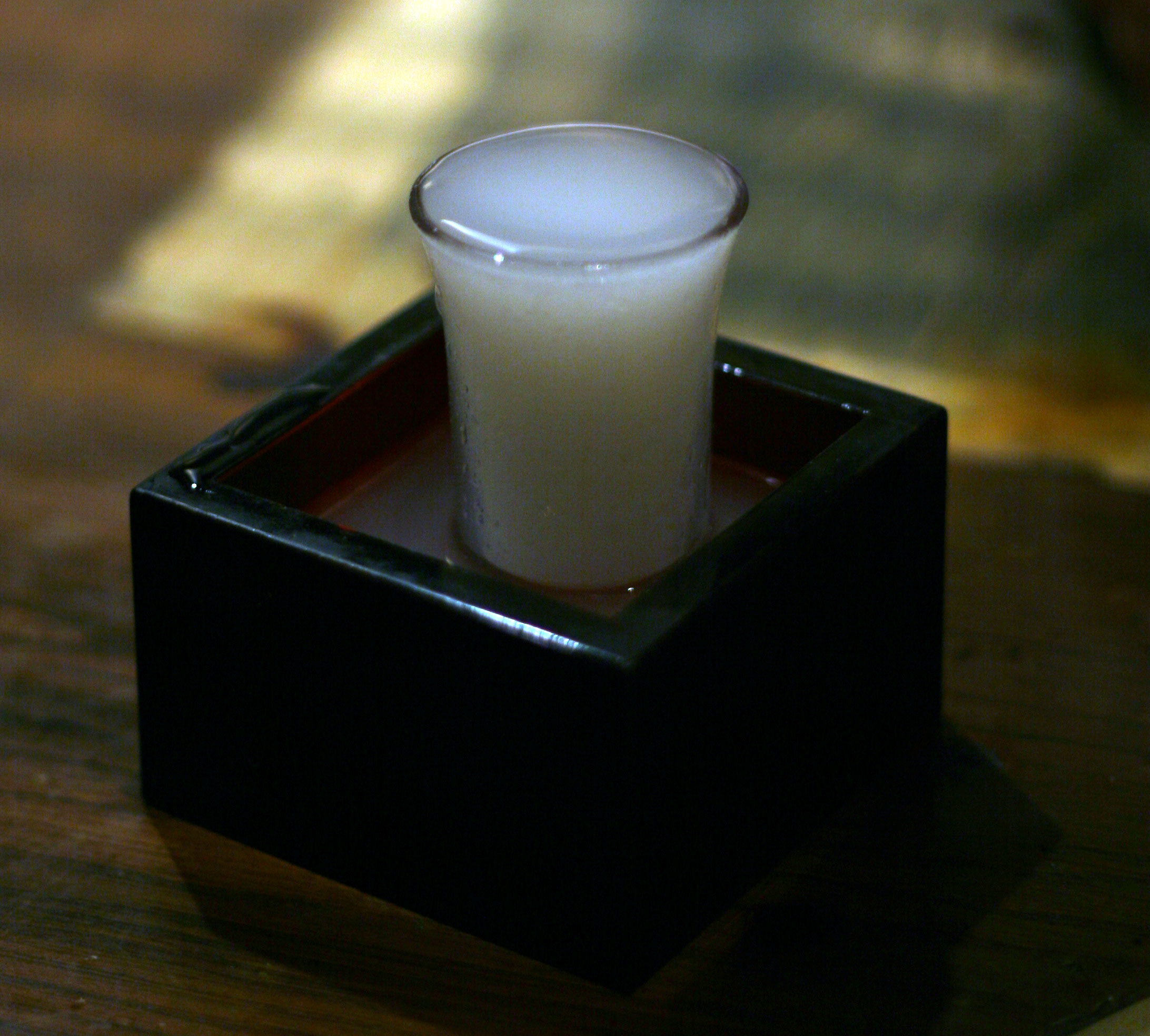
濁り酒

生詰酒
生貯蔵酒とは逆に、製成後、火入れをしてから貯蔵し、製造場から移出する際には火入れを行わない清酒。
ひやおろし
冬季に醸造した後に春・夏の間涼しい酒蔵で貯蔵・熟成させ、気温の下がる秋に瓶詰めして出荷された清酒。本ページ「ひやおろし」参照。
以下3項目は、上槽時に搾りが施されている間の時期（前期・中期・後期など）で分類されるが、明確な基準はない。
荒走り（あらばしり）
上槽時、すなわち槽という搾り器を使って醪（もろみ）を搾るときに、最初にほとばしるように出てくる部分の酒のこと。圧力を加えないで、最初に積まれた酒袋の重みだけで自然に出てくるもの。一般に固形分である滓（おり）が多く、アルコール度は比較的に低めで、香りも高く切れ味が良い。
中取り（なかどり）、中汲み（なかぐみ）、中垂れ（なかだれ）
上槽時、荒走りの次に、中間層として出てくる部分。アルコール度や味は、ほどほどの中間点。味と香りのバランスが最も良い、あるいは荒走りより練られた味だ、とも評される。厳密には、この中取り、もしくは中汲み、中垂れという一つの段階の中にも、酒袋が槽一杯になるまで積まれたときに酒袋の山の自重で出てきたものと、自重に加えてさらに圧力を掛けたときに出てきたものの二段階がある。
責め（せめ）・押し切り（おしきり）
上槽時、最後に出てくる部分。特に槽搾りにおいて、圧搾して出てきた部分。アルコール度は高く、かなり練られた濃い味。
袋吊り、袋しぼり、雫しぼり、首吊り
上槽時、もろみを袋に詰め、袋を吊り下げてそこから垂れてくる酒をとる方法。出品酒などの高級酒に多く用いられる。こうして採られた酒は雫酒（しずくざけ）と呼ばれることもある。
斗瓶取り、斗瓶囲い
上槽時、出てきた酒を斗瓶（18リットル瓶）単位に分け、そこから良いものを選ぶ方法。出品酒等の高級酒に多く用いられる。
無濾過
「無濾過」については酒税法上の明確な定義はなく、製造者によって使われ方が異なる。「一切濾過行為をしない」「不要な固形物を取り除くための粗い目のフィルター以外には濾過をしない」「活性炭濾過による香味調整をしない」などの意味合いとして表示される。
濁り酒、おりがらみ
濁り酒は、上槽の際に粗い目の布などで濾して、意図的に滓を残したもの。火入れをしない場合は瓶内部で発酵が持続し、発泡性のものになる。おりがらみは、滓下げをしないままのもの。どちらも、滓に含まれているや旨み、醪独特の濃厚な香りや味わいを楽しむために造られる。「にごり酒」と表示されていても、清酒に微かな滓が漂っているものから、瓶の向こう側が見えないどぶろく状の商品まで、濁りの度合いは幅広い。
発泡日本酒
発酵や封入による炭酸ガスの泡立ちを楽しめる発泡日本酒もあり、製造元の酒蔵が集まって2016年に「awa酒協会」を設立した。
地理的表示
国税庁の酒類の地理的表示に関する表示基準を定める件（平成27年国税庁告示第19号）により、国税庁長官の指定を受けた地域においてはその表示できるとともに、産地の特長を生かすよう原料や製法等が制限される。また、「清酒の産地のうち国税庁長官が指定するものを表示する地理的表示は、当該産地以外の地域を産地とする清酒について使用してはならない」ため、他地域で製造された清酒には類似表示（「○○風仕込み」「○○式清酒」）が禁止され、地域ブランドを保護できる。2020年現在、清酒では以下の5地域。
- 白山（白山菊酒）：石川県白山市、2005年12月指定
- 山形：山形県、2016年12月指定
- 灘五郷：兵庫県神戸市灘区・東灘区、芦屋市、西宮市、2018年6月指定
- はりま：兵庫県姫路市、相生市、加古川市、赤穂市、西脇市、三木市、高砂市、小野市、加西市、宍粟市、加東市、たつの市、明石市、多可町、稲美町、播磨町、市川町、福崎町、神河町、太子町、上郡町、佐用町、2020年3月指定
- 三重：三重県、2020年6月指定

が指定を受けているほか、日本国内全体を産地として保護する「日本酒」も指定されている。

### 外国産清酒の表示
上述の通り「日本酒」または「Japanese Sake」の表示は、地理的表示保護制度によって日本国内において製造された清酒にのみ認められている。日本国外で製造された清酒は「日本酒」と呼称することができないほか、「日本風」「日本式の製法」などとラベルや広告、店頭ポップ等に表示することもできない。
また、外国産の日本酒については、「酒」「清酒」「〇〇産清酒」としてのみ販売できる。日本以外で作られた「外国産清酒」を日本国内で販売する場合には、原産国名および外国産清酒を使用したことの表示が必要となる。アメリカなどでは「SAKE（サーキー）」が一般的であり、こちらで呼ばれることが多い。

## 飲み方と料理への利用
日本酒は、シャーベット状に半ば凍らせた「みぞれ酒」から常温の「冷や」、約60℃程度までの「熱燗」と、幅広い温度帯で飲まれる。同種のアルコール飲料を同じ地域で、異なる温度により味わうのが常態である例は、他に中国の紹興酒などがある程度であり、比較的珍しい（熱燗について「燗酒」も参照）。
悪酔いを防ぎ、心身の健康を保つため、食事や「和（やわ）らぎ水」と呼ばれる水と一緒に飲むことを、日本酒関連団体などが推奨している。
いずれの温度帯でも日本酒をそのまま飲むことが多いが、熱燗では、火を通した魚を浸して味を付ける骨酒、ひれ酒の伝統もある。さらに現代では、杯に氷を入れるオン・ザ・ロック、水割りやお湯割りと飲み方も多様化した。ハイボールやカクテルの素材にもなる。日欧文化比較によれば江戸時代頃には通年燗をつけて飲むのが普通であり、また水割り（正確に言えば水増し）の酒が多かったとされる。
日本酒は、魚介類の臭み消しのほか、煮物などを含めた味・香り付けなどの調味料として、調理に使用される。調理専用の料理酒も製造・販売される。日本酒の製造過程で生じる酒粕（さけかす）は酒粕焼酎の原料になる他、甘酒などにして飲用したり、粕漬けや粕汁などの料理に用いたりされる。

## 製成・販売数量と製造業者数、産地
2018年度（平成30年度）における清酒の製成数量は40万6,064キロリットル、販売（消費）数量は48万8,696キロリットルである。名産地・灘があり大手日本酒メーカーの集中する兵庫県（約26%）、同じく伏見のある京都府（約22%）が多い。これに、新潟県（約8%）、埼玉県（約4%）、秋田県（約4%）と続く。成人一人当たりの日本酒販売（消費）数量は、新潟県が最も多く、東北・北陸地方の各県がこれに続く。
2017年度（平成29年度）の清酒の製造業者数は1,371業者で、そのうち中小企業が99.6%を占めている。
蔵元が所在する地域の地方自治体にとって、日本酒は重要な地場産業の一つである。このため、東京などに出店したアンテナショップで地酒を販売したり、宴会などでまず地元産日本酒を飲むことを勧める乾杯条例を制定したりと、様々な振興策を展開している。
清酒の酒類製造免許を新たに取得できるのは、既存の清酒製造者が、企業合理化を図るため新たに製造場を設置して清酒を製造しようとする場合等に限られており、新規参入は制限されている。新規参入には、休廃業した酒造会社を買収し酒蔵の免許を移転する方法が使われる（北海道の上川大雪酒造の例）。2021年には海外への輸出を後押しするため、輸出用清酒製造免許が設定された。第1号は福島県のねっかに交付された。

## 原料
日本酒の主な原料は、米と水と麹（米麹）である。広義には、日本酒の醸造を支える酵母・乳酸菌などの全てを「日本酒の原料」と呼ぶこともある。専門的には、香味の調整に使われる醸造アルコール、酸味料、調味料、アミノ酸、糖類などは副原料と呼んで区別する。

### 米
用途によって、麹米（こうじまい）用と掛け米（かけまい）用の2種類がある。
麹米には通常酒米（酒造好適米）が使われる。掛け米には全部または一部に一般米（うるち米）が使われるが、特定名称酒の場合には酒米のみが使われることが多い。普通酒は麹米、掛け米ともにすべて一般米で造られるのがほとんどである。
原料米の選び方や使い方は、かつては特定名称酒などの高級酒ともなると代表的な酒米の山田錦一辺倒の傾向すらあったが、今日では一般米からも高い評価を得る酒が造られており、近年は新種の開発などにより変化が著しい。
米が豊作の年には、米の質の関係から、醸造に失敗しやすい事もある。これは豊作の年の米が比較的硬いため、酵母が充分繁殖するのに時間がかかり、その間に雑菌が繁殖してしまうのだという。大正4年（1915年）には、この現象（後に「大正の大腐造」とも呼ばれたという）により日本各地で醸造に失敗、酒造業全体に深刻なダメージを被ったとされている。

### 水
水は日本酒の80%を占める成分で、品質を左右する大きな要因となる。このため灘の宮水など、地域によっては特別な名称で呼ばれる場合もある。水源はほとんどが伏流水や地下水などの井戸水である。条件が良い所では、これらを水源とする水道水が使われることもあるが、醸造所によって専用の水源を確保することが多い。都市部の醸造所などでは、水質の悪化のために遠隔地から水を輸送したり、良質な水源を求めて移転したりすることもある。酒造りに使われる水は酒造用水と呼ばれ、仕込み水として、また瓶、製造設備などの洗浄用水として利用される。蔵元の一部は、仕込み水を商品として販売している。
東京都心に立地する東京港醸造は敢えて水道水を使っている。その理由としては、東京都水道局が取水する利根川・荒川水系が中軟水で、酒造りに不適な一部ミネラル（鉄分やマンガン）が少ないのと、安全・衛生的で殺菌用塩素も製造工程で抜けるため支障がないことを挙げている。
硬度
水の硬度は、酒の味に影響する要素の一つである。おおざっぱに言えば、軟水で造れば醗酵の緩いソフトな酒、硬水で造れば醗酵の進んだハードな酒になる。理由は、醸造過程で硬水を使用するとミネラルが酵母の働きを活発にしてアルコール発酵すなわち糖の分解が速く進み、逆に軟水を使用するとミネラルが少ないため酵母の働きが低調になり発酵がなかなか進まないからである。
江戸時代以来、灘では宮水と呼ばれる硬水が使用されていたが、1897年（明治30年）には広島県の三浦仙三郎により軟水醸造法が開発された。
硬度の測定には、日本の日常生活ではアメリカ硬度が用いられるが、醸造業界では長らくドイツ硬度が用いられている（アメリカ硬度も使用される）。
水質
酒造用水に課せられている水質基準は、水道水などと比べるとはるかに厳格である。酒蔵は、使用する水を事前にそれぞれの地域の保健所、食品試験所、酒造指導機関などに送って検査を受けなくてはならない。
検査は以下のような項目で行われる。
- 臭気
- 味
- 色度
- 濁度
- pH
- 塩素イオン
- カルシウム
- 総硬度
- マグネシウム
- トリクロロエチレン
- 全燐
- 亜硝酸性窒素および硝酸性窒素 - 不検出でなければならない。
- 過マンガン酸カリウム消費量
- 一般細菌数 - 不検出でなければならない。
- 大腸菌群 - 不検出でなければならない。
- 水銀
- 鉄 - 許容範囲は 0.02mg/L 以下（水道水では 0.3mg/L 以下）。鉄分は日本酒の着色の原因となるほか、香味を低下させる[35][36]。
- マンガン - 許容範囲は 0.02mg/L 以下（水道水では 0.3mg/L 以下）。

日本の水は、各地によって小差はあるもののほとんどが中硬水であり、香味を損ねる鉄分やマンガンの含有量が少ないので、醸造に適しているといえる。太平洋戦争前に満州へ渡り在留日本人のために清酒の現地生産を図るも、当地の水は硬水で醸造に適しておらず、安定して製造することは困難だった。
なお、発酵の助成促進または安全醸造のための必要最小限の塩類（酸性りん酸カリウム、酸性りん酸カルシウム、塩化マグネシウム等）については、仕込み水に添加することができる。
水の用途
酒造りに用いられる酒造用水は、以下のように分類される。
- 醸造用水 - 醸造作業の最中に酒の中に成分として取りこまれる水。
  - 洗米浸漬用水 - 米を洗い、浸しておく水。仕込みの前に米の中に吸収される水でもある。
  - 仕込み用水 - 醸造時に主原料として加える水。
  - 雑用用水 - 洗浄やボイラーに用いられる水。これにも水質の項で述べられているような厳しい基準を通過した酒造用水が用いられる。
- 瓶詰用水
  - 洗瓶用水 - 瓶を洗う水である。
  - 加水調整用水 - アルコール度数を調整するために加える水。醸造後に酒に取り込まれる。
  - 雑用用水 - タンクやバケツの清掃に用いる水。これにも水質の項で述べられているような厳しい基準を通過した酒造用水が用いられる。

### 麹（正字は「麴」）
日本酒に用いる麹は、一般的に蒸した米に麹菌（ニホンコウジカビの胞子）を振りかけて育てたものであり、その色からニホンコウジカビは黄麹ともいわれ、米麹（こめこうじ）ともいう。これが米のデンプンをブドウ糖に変える糖化の働きをする。ただし21世紀からは日本酒の醸造においても、焼酎や泡盛の醸造で使われていた白麹と黒麹（アワモリコウジカビ）が使われ始めており、白麹（黒麹のアルビノ突然変異体）を醸造に使用した酒は、2009年の新政酒造の「亜麻猫」の発売以来普及した。白麹は多くのクエン酸を生成するため、微生物の繁殖を防ぐ能力が高く、クエン酸由来の酸味が強い風味を持つ傾向に仕上がりやすい。酒母を作る伝統的な方法である生酛づくりや山廃づくりにおいても、より近代的な方法の速醸なみの速さででき、それらは速醸と違い人工的に作られた乳酸を添加しないため「無添加」の表示ができ、特に輸出する際のマーケティングの観点から有利である。
日本酒が原料とする米の主成分は多糖類であるデンプンだが、そのままでは酵母がエネルギー源として利用できない（デンプンから直接アルコール発酵を行えない）ので、まず麹の働きによって分子量の小さな糖へと分解する必要がある。つまり、酵母がブドウ糖からアルコールを生成できるように、下ごしらえとしてデンプンを糖化してブドウ糖を生成する役割を担うのが米麹である。米麹は、コウジカビが生成するデンプンの分解酵素であるα-アミラーゼやグルコアミラーゼを含み、これらの働きによって糖化が行われる。ほかにタンパク質の分解酵素も含んでおり、タンパク質を分解して生じるアミノ酸やペプチドは、酵母の生育や完成した酒の風味に影響する（参照：#麹造り）。
洋酒を代表するワインでは、原料であるブドウ果汁の中に既にブドウ糖が含まれているので、こうした糖化の工程が要らない単発酵文化圏となった。東洋においては、日本酒だけでなく、他の酒類や味噌・味醂・醤油など多くの食品に麹が使われ、食文化的に複発酵文化圏、カビ文化圏などとも呼ばれる。これは東南アジアから東アジアにかけての中高温湿潤地帯という気候上の特性から可能であった、微生物としてのカビの効果を利用した醸造法である。東洋で使われる麹菌にはさまざまな種類があり、焼酎には白麹・黒麹（黒麹菌）・黄麹、泡盛には黒麹、紹興酒には赤麹が用いられるのが通常だが、日本酒の場合は味噌、味醂、醤油と同じく一般的に黄麹（きこうじ、黄麹菌・黄色麹菌）が用いられる。ただし、「黄」と言っても実際の色は緑色や黄緑色に近い。
酒造会社が使う麹や酒蔵に以前から定着している微生物以外の納豆菌や雑菌などは、酒に悪影響を与える。特に納豆菌が麹米に繁殖すると、スベリ麹と呼ばれるヌルヌルした納豆のような麹になる。このため見学者らに来訪直前は納豆を食べないよう求める造り酒屋もあり、また酒造期の蔵人が納豆を食さない所もある。
日本で用いられる麹は、肉眼で見る限り米粒そのままの形状をしており、散麹（ばらこうじ）と呼ばれる。それに対して、中国など他の東洋諸国で用いられる麹は餅麹（もちこうじ）と呼ばれ、原料となる米・麦など穀物の粉に水を加えて練り固めたものに自然界に存在するクモノスカビやケカビの胞子が付着・繁殖してできるものである。

### 酵母
麹の中の米のデンプンから生成されたブドウ糖は、酵母によって分解され、エタノールと二酸化炭素が生成される。酵母は真菌類に属する単細胞生物であって原料ではないが、これが行うアルコール発酵が日本酒造りの過程において大きな要素であるためここに記す（詳細は清酒酵母を参照）。多種多様な酵母の中で日本酒の醸造に用いられるものを清酒酵母といい、種は80%以上がSaccharomyces cerevisiae（出芽酵母）である。何十万もの種類が自然界に広く存在しており、それぞれ異なった資質を持っている。酵母の多様性は酒の味や香りや質を決定付ける重要な鍵となる。
前近代には、麹と水を合わせる過程において空気中に自然に存在する酵母を取り込んだり、酒蔵に棲みついた「蔵つき酵母」（家つき酵母）に頼ったりするなど、その時々の運任せであった。このため、科学的再現性に欠けており、醸造される酒は品質が安定しなかった。
明治時代になると微生物学の導入によって有用な菌株の分離と養育が行われ、それが配布されることによって日本酒全体の品質の安定・向上が図られた。1911年（明治44年）第1回全国新酒鑑評会が開かれ、日本醸造協会が全国レベルで有用な酵母を収集するようになり、鑑評会で1位となるなど客観的に優秀と評価された酵母を純粋培養して頒布した。頒布された酵母（協会系酵母または協会酵母）には、日本醸造協会に因んで「協会ｎ号」(ｎには番号が入る）という名が付けられている。アルコール発酵時に二酸化炭素の泡を出す泡あり酵母（協会1号から協会15号など）と、出さない泡なし酵母に大別される。泡なし酵母は突然変異により生まれた発酵時に泡を出さない酵母で、酒造りの過程において泡守り（あわもり）が不要であるなど利点も多いために研究が進み、従来の泡あり酵母のなかで優良な種株の泡なし版が多く作られていった。
元々、日本酒には米の持つ地味な香りだけがあり、ワインのようなフルーティーな香りは無かったが、鑑評会向けに優れた香りを持つ酒を醸造する工夫が重ねられて吟醸酒が誕生し、各地の蔵で吟醸造りが行われるようになった。これに大きな役割を果たしたのが協会系酵母の中の協会7号（真澄酵母）と協会9号（香露酵母・熊本酵母）であった。1980年代に吟醸酒が一般層にも広く受け入れられて消費が伸びてくると、この他にも少酸性酵母、高エステル生成酵母、リンゴ酸高生産性多酸酵母といった高い香りを出す泡なし酵母が作られ、1990年代以降はそれぞれ開発地の地名を冠する静岡酵母、山形酵母、秋田酵母、福島酵母などが登場し、吟醸造りに用いられる酵母も多様化していった。
最近では、アルプス酵母に代表されるカプロン酸エチル高生産性酵母や、東京農業大学がなでしこ、ベコニア、ツルバラの花から分離した花酵母など、強い吟醸香を引き出すものが注目を集めており、今も大手メーカーやバイオ研究所、大学などで様々な酵母が作られている。協会系酵母として現在頒布されているものの70%近くは泡なし酵母である。
一方、新たに開発された酵母によっては吟醸香が不自然に強すぎて酒の味を損なうなど、却って好まれない場合もあるため、一概に香りを強く鮮やかにすることが望ましいわけではない。

### 乳酸
乳酸は、他の雑菌が繁殖しないようにするために、特に仕込みの初期に重要である。また、乳酸を始めとする有機酸が、酒に“腰”を与える。酛立ての際に醸造用乳酸を加える場合と、乳酸菌に乳酸を作らせる場合があり、前者を速醸（そくじょう）系、後者を生酛（きもと）系と呼ぶ。

### その他
正式には副原料に区分されるもの。
〈ラベルに表示される項目〉
- 醸造アルコール - すっきりした味わいにするため、あるいは香りを残すためにもろみに加えられる。加えられたものは「アル添酒」と呼ばれる。
- 糖類 - 酒に甘味を付け加える。精米の副産物である米糠のデンプンを糖化、精製したもの（米糠糖化液）を米の代替として加え、発酵させる場合もある[42]。
- アミノ酸 - 酒に旨みを付け加える。
- 酸味料 - 酒に酸味を付け加える。

＜ラベルに表示されない項目＞
- 酵素剤 - 麹菌が造る酵素を補うためなどに「酵素剤」を使用することがある。原料重量の 1,000分の1 以下の場合、原料として扱われない。
- 活性炭 - 酒の雑味を取る。使いすぎると酒自体の味が薄くなる。
- 清澄剤
- ろ過助剤

## 日本酒の製法
日本酒はビールやワインと同じく醸造酒に分類され、原料を発酵させてアルコールを得る。発酵では酵母が単糖類を利用する。ブドウを原料とするワインなどは、含まれる糖質が単糖なため、そのまま利用される。しかし、アルコール醸造は原料の糖質が単糖のまま利用されるばかりではない。日本酒やビールの原材料である米や麦では多糖類（でんぷんなど）として貯蔵された形になっている。そのため含有される多糖類を単糖にする糖化という過程が必要である。ビールの場合は、アミラーゼにより完全に麦汁を糖化させた後に発酵させる。日本酒は糖化と発酵を並行して行う工程があることが大きな特徴である。並行複発酵と呼ばれるこの日本酒独特の醸造方法が、他の醸造酒に比べて高いアルコール度数を得ることができる要因になっている。日本酒で糖化の工程で利用されるのが麹になる。2024年には「伝統的酒造り」がUNESCO無形文化遺産に登録された。
日本酒は、次の過程を経て醸造される。

### 精米
玄米から糠・胚芽を取り除き、あわせて胚乳を削る。削られた割合は精米歩合によって表される。
米に含まれるタンパク質・脂肪は、米粒の外側に多く存在する。醸造の過程において、タンパク質・脂肪は雑味の原因となるため、米が砕けないよう慎重に削り落とされ、それにより洗練された味を引き出すことができる。その反面、精米歩合が低くなればなるほど米の品種の個性が生かしにくくなり、発酵を促すミネラル分やビタミン類も失われるので、後の工程での高度な技術が要求されることになる。
精米の速度が速すぎると、米が熱をもって変質したり砕けたりするので、細心の注意をもってゆっくり行わなくてはならない。吟醸、大吟醸となると、削りこむ部分が大きいだけでなく、そのぶん対象物が小さくなって神経も使うので、精米に要する時間は丸二日を超えることもある。
1930年（昭和5年）頃以降は縦型精米機の出現により、より高度で迅速な精米作業が可能になり、ひいてはのちの吟醸酒の大量生産を可能にした（参照：吟醸酒の誕生）。最近ではこの縦型精米機をコンピュータで制御して精米している大手メーカーもある。
2023年時点で最も精米されている日本酒は、新澤醸造店の「零響 Crystal 0」（137万5千円）であり、精米歩合0.85%以下（99.15%以上を除去）の記録を持つ。

### 放冷・枯らし
精米後の白米、分け後の酒母、出麹後の麹を次の工程で使用されるまで放置すること。
精米された米はかなりの摩擦熱を帯びている。精米歩合が低く、精米時間が長ければ長いほど、帯びる熱量も大きくなる。そのままでは次の工程へ進むには米の質が安定していない（杜氏や蔵人の言葉では「米がおちついていない」）ため、袋に入れて倉庫の中でしばらく冷ますことになる。また、摩擦熱によって蒸発した水分を元に戻す。これを放冷（ほうれい）、また杜氏・蔵人の言葉では枯らし（からし）という。「しばらく」と言っても数時間単位で済む作業ではなく、摩擦熱が放散しきって完全に米が落ち着くまで通常3週間から4週間は掛かる。

### 洗米
精米された米は、精米の過程で表面に付いた糠・米くずを徹底的に除去される。これが洗米（せんまい）である。
普通酒を造る米などは、機械で一度に大量に洗米される。他方、高級酒を造る米は、手作業でおよそ10キログラムぐらいずつ、5℃前後の冷水で、流れる水圧を利用して少しずつ洗われる。洗っている間にも米は必要な水分を吸収し始めており、「第二の精米作業」と言われるほどに、細心の注意を払う工程である。こうして洗われた米は浸漬へ回される。

### 浸漬
洗米された米は、水に漬けられ、水分を吸わされる。これを浸漬（しんせき、若しくは、しんし）という。
浸漬は、のちのち蒸しあがった米にムラができないように、米の粒全般に水分を行き渡らせるために施される工程である。水が、米粒の外側から、中心部の心白（杜氏蔵人言葉では「目んたま」）と呼ばれるデンプン質の多い部分へ浸透していくと、米粒が文字通り透き通ってくる。米の搗（つ）き方、その日の天候、気温、湿度、水温など様々な条件によって、浸漬に必要な時間は精緻に異なる。
このとき、米にどれだけ水を吸わせるかによって、できあがりの酒の味が著しく違ってくる。米の品種や、目指す酒質によって、浸漬時間も数分から数時間と幅広い。精米歩合が低い米ほど、その違いが大きく結果を左右するので、高級酒の場合はストップウォッチを使って秒単位まで厳密に浸漬時間を管理する。米は水から上げた後もしばらく吸水し続けるので、その時間も計算に入れた上で浸漬時間は判断される。
なお、できあがりの酒質のコンセプトによっては、意図的に途中で水から上げるなど、ある一定の時間だけ米に吸水させる。これを限定吸水（げんていきゅうすい）という。

### 蒸し
蒸気で米を蒸し蒸米をつくる。蒸米は、麹、酒母、醪を作る各工程で用いられる。
浸漬を経た米は広げて、湿度を保たせる。この間も米は水分を吸収し続ける。
その後、麹の酵素が米のデンプンを分解しやすくさせるために、米を蒸す。この工程を正式には蒸きょう（じょうきょう：「きょう」は「食へんに強」）、もしくは杜氏蔵人言葉で蒸しという。普通酒などでは自動蒸米機（じどうじょうまいき）という機械で、高級酒などでは和釜に載せた甑（こしき）という大きな蒸籠（せいろ）に移して、40分から1時間ほど蒸す。
蒸し上がった米は、「外硬内軟」といって、外側がパサパサとしていて内側が柔らかいのがよいとされている。後の工程で米の形がある程度残る硬さを保ち、また効果的にコウジカビの生育を促す意味を持つ。外側が溶けていると、コウジカビの定着の前に腐敗が始まる恐れがあり、また、内側に芯が残っていると、菌糸の成長が抑えられ米で一番良質のデンプン質を含んだ部分が、糖化・発酵しない可能性があるからである。
なお、酒造期最後の蒸しが終わり、和釜から甑を外すことを甑倒し（こしきだおし）という。

### 麹造り

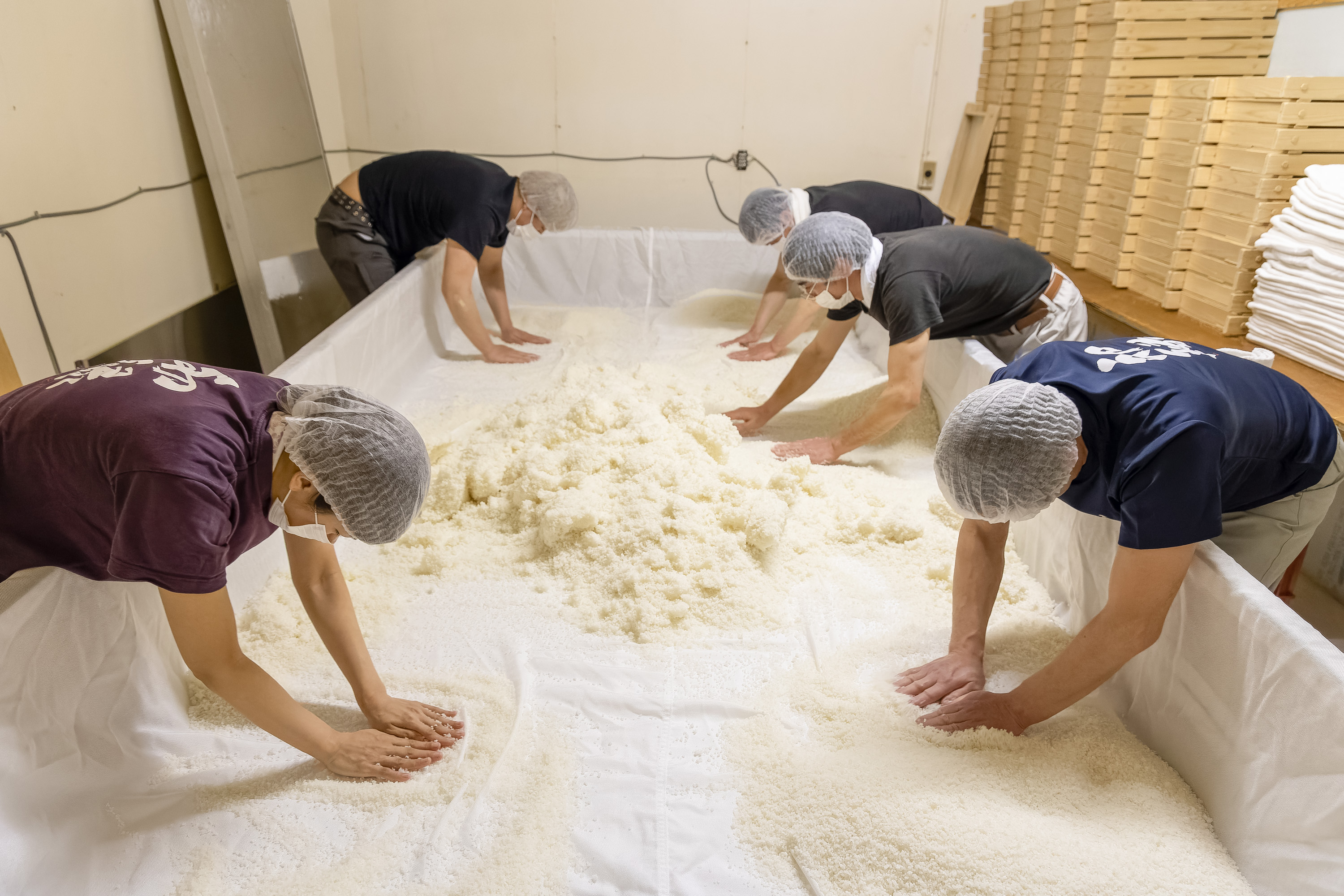
日本酒の麹造り（奥飛騨酒造）

麹とは、蒸した米に麹菌というコウジカビの胞子をふりかけて育てたもので、米のデンプン質をブドウ糖へ変える糖化の働きをする（詳しくは麹参照）。麹造りは正式には製麹（せいきく、せいぎく）という。
口噛み製法で醸されていた原初期の酒造りを除いて、奈良時代の初めには既に麹を用いた製法が確立していたと考えられる。以来、永らく麹造りは、酒造りの工程に占める重要性と、味噌や醤油など他の食品への供給需要から、酒屋業とは別個の専門職として室町時代まで営まれてきたのだが、1444年の文安の麹騒動によって酒屋業の一部へと武力で吸収合併された（参照：日本酒の歴史 - 室町時代）。
現在、たいてい酒蔵には麹室（こうじむろ）と呼ばれる特別の部屋があり、そこで麹造りが行われている。床暖房やエアコンなどで温度は30℃近く、湿度は60%に保たれている。温度が高いのは、そうしないと黄麹菌が培養されないからであり、また湿度に関しては、それ以上高いと黄麹菌以外のカビや雑菌が繁殖してしまうからである。雑菌の侵入を防ぐために入室時には手洗いや靴の履き替えを行い、関係者以外は入れないのが普通である。それに加え、室外から雑菌が入り込まないように二重扉、密閉窓、断熱壁など、かなりの資本をかけて念入りに造られている。よく「麹室は酒蔵の財産」と言われる。
「麹」の項に詳しく述べられているように、麹からは糖化作用のためのデンプン分解酵素のほか、タンパク質分解酵素なども出ており、これらが蒸し米を溶かし、なおかつ酒質や酒味を決めていく。あまり酵素が出すぎると目指す酒質にならないため、米の溶け具合がちょうど良いところで止まるように麹を造る必要がある。
破精込み具合
それを見極めるのに着目されるのが、米のところどころに生じる破精（はぜ）である。ちょうど植物が土中へ根を生やすように、コウジカビが蒸米の中へ菌糸を伸ばしていくことを破精込み（はぜこみ）といい、その態様を破精込み具合（はぜこみぐあい）という。麹は、破精込み具合によって突破精型（つきはぜがた）、総破精型（そうはぜがた）、塗り破精型（ぬりはぜがた）、馬鹿破精型（ばかはぜがた）に分類される。
突破精型は、コウジカビの菌糸は蒸米の表面全体を覆うことなく、破精の部分とそうでない部分がはっきり分かれており、なおかつ菌糸は蒸米の内部奥深くへしっかり喰いこみ伸びている状態。強い糖化力と、適度なタンパク質分解力を持つ理想的な麹となり、淡麗で上品な酒質に仕上がるため、一般的な傾向としては吟醸酒によく使われる。
総破精型は、コウジカビの菌糸が蒸米の表面全体を覆い、内部にも深く菌糸が喰い込んでいる状態。糖化力、タンパク質分解力ともに強いが、使用する量によっては味の多い酒になりやすい。濃醇でどっしりした酒質に仕上がるため一般に純米酒に好んで使われる。
塗り破精型は、コウジカビの菌糸は蒸米の表面全体を覆っているが、内部には菌糸が深く喰いこんでいない状態。糖化力、タンパク質分解力ともに弱く、粕歩合が高く、力のない酒になりやすい。
馬鹿破精型は、前の工程、蒸しの段階で手加減を間違えたため、蒸米が柔らかすぎて、表面にも内部にも菌糸が喰いこみすぎ、グチャグチャになった状態。こうなると雑菌に汚染されている危険もある。酒造りには通常使えない。
杜氏や蔵人の間ではよく「一麹（いちこうじ）、二酛（にもと）、三造り（さんつくり）」と言われる。「良い麹ができれば酒は七割できたも同然」という杜氏や蔵人もいるくらいで、酒造りの根本として重要視される。
目指す酒質によって、麹造りには以下のような方法がある。
蓋麹法
蓋麹法（ふたこうじほう）は、主に吟醸酒かそれ以上の高級酒のための方法であり、麹造りに要する時間は丸2日以上、だいたい50時間で、おおかた以下のような順番で作業が行われる。
1. 種切り 35℃近くの蒸し米を薄く敷き詰め、篩（ふるい）から種麹（たねこうじ）、すなわち粉状の黄麹菌を振りかけていく。終わると米を大きな饅頭のように中央に集めて布で包む。
2. 切り返し 種切りから8 - 9時間経つと、黄麹菌の繁殖熱により水分が蒸発し米が固くなっているので、いったん広げて熱を放散させたうえで、ふたたび大きな饅頭にして包む。
3. 盛り 翌日あたりになると黄麹菌の活動が盛んになり、米の温度も上昇が著しい。そこで大きな饅頭を解き、麹蓋（こうじぶた）またはもろ蓋と呼ばれる小さな箱に米を約1.5kgから2.5kgずつ小分けにしていき、この箱を決められたスペースに積み重ねて管理する。麹蓋に米を盛りつけることからこの工程を盛りと呼ぶ。
4. 積み替え 盛りから3 - 4時間経つと再び米が熱を持ってくるので、麹蓋を上下に積み替えて温度を下げる。
5. 仲仕事（なかしごと） ふたたび熱を散らすために米を広げて温度を下げる。
6. 仕舞い仕事（しまいしごと） また熱を散らすため、米を広げる。これで米の熱を散らす作業は終わりという意味から仕舞い仕事と呼ぶのだが、実際上はこれが最後ではない。
7. 最高積み替え 仕舞い仕事のあとも米の温度はさらに上がる。温度が最高になったときに、最後の温度調整のために麹蓋の上下積み替えを行う。温度が最高になったときに行うので最高積み替えという。この後も何回か米の温度を見て、適宜に積み替えをして温度を下げる作業が続く。
8. 出麹（でこうじ） 50時間ほど経過した頃になると、栗を焼いたような香ばしい匂いがしてくる。これが麹ができたサインとなる。こうなったら麹室から麹を出す。

箱麹法
箱麹法（はここうじほう）は、蓋麹法から「3. 盛り」以降を簡略化する手法で、麹蓋の代わりに米を約15kgから30kgずつ麹箱に盛る。一枚に盛れる量が増えるため省スペース、省力化になる。
床麹法
床麹法（とここうじほう）は、麹蓋や麹箱を用いずに、麹床（こうじどこ）などと呼ばれる、米に黄麹を振りかける台で米の熱を放散させて造る方法である。普通酒を中心とした酒質に用いられる。
機械製麹法
機械製麹法（きかいせいぎくほう）は、機械を用いて麹を大量生産できる方法。手間がかからず生産コストは抑えられるが、できる酒質には限界があるので、高級酒には適さないとされる。普通酒を中心とした酒質に用いられる。最近では若い杜氏の小さな蔵での少量高品質の酒用への取り組みが注目されている。人の手が入ることによる雑菌混入が引き起こす酸度の予期せぬ上昇を抑えるというメリットがあり、少ない人員でより効率的に麹の生育状況を厳密に管理できることに加え、同時にデータの収集・蓄積も出来る。今まで経験頼りでムラのある作業ではない、正確無比な狙い通りの麹が造れることから、積極的に小規模な機械製麹機によるプレミアム日本酒造りが行われている。

### 酒母造り
酵母を増やす工程のこと。杜氏・蔵人言葉では「酛立て」（もとだて）という。
酵母にはブドウ糖をアルコールに変える働き、すなわち発酵作用があるものの、酒蔵で扱うような大量の米を発酵させるためには、微生物である酵母が一匹や二匹ではまったく不十分で、米の量に見合っただけの大量の酵母が必要となる。
こうした状況の中で酒蔵では、アンプルに入っている少量の優良酵母を特定の環境で大量に育てることになる。このように大量に培養されたものを酒母（しゅぼ / もと）または酛（もと）という。
作業としては、まず酛桶（もとおけ）と呼ばれる高さ1mほどの桶もしくはタンクに、麹と冷たい水を入れ、それらをよく混ぜる。これを水麹（みずこうじ）と呼ぶ。酛桶は、最近では高品質のステンレス鋼など表面を琺瑯（ほうろう）加工した金属製タンクが使われることが多いが、醸造器としてはあくまでも「酛桶」と呼ばれる。一方で、酒母造りの前後の工程に使われる甑や樽を含めて、木製道具を使い続けたり、復活させたりする酒蔵もある。
そのあと水麹に醸造用乳酸と、採用すると決めた酵母を少量だけ入れる。採用する酵母は、多種多様な清酒酵母から、造り手が目指す酒質に適すると考えるものが通常は一種類だけ選ばれるが、その酵母があまりにも強い特性を持つ場合などには、それを緩和するためにもう一種類の酵母をブレンドして入れることも多い。
上記のものに蒸し米を加えると酒母造りの仕込みは完成する。あとは製法によって2週間から1ヶ月待つと、仕込まれた桶の中で酵母が大量に培養され酒母すなわち酛の完成となる。
酒母造りの場所は、酒母室（しゅぼしつ）もしくは酛場（もとば）と呼ばれ、雑菌や野生酵母が入り込まないように室温は5℃ぐらいに保たれている。しかし麹室に比べると管理の厳重さを必要としないので、酒蔵によっては見学者を入れてくれる所もある。酒母室の中では、酵母が発酵する小さな独特の音が響いている。
酒母造りの際には、タンクの蓋は開け放しの状態になるから、空気中からタンク内にたくさんの雑菌や野生酵母が容易に入り込んでくる。そのため硝酸還元菌や乳酸菌を加え、乳酸を生成させることによって雑菌や野生酵母を死滅させ駆逐することが必要となる。この乳酸を、どのように加えるかによって、酒母造りは大きく生酛系（きもとけい）と速醸系（そくじょうけい）の2つに分類される。

#### 生酛系
生酛系（きもとけい）の酒母造りは現在大きく生酛と山廃酛（やまはいもと）に分けられる。
生酛
生酛（きもと）とは、現在でも用いられる中で最も古くから続く製法で、乳酸菌を空気中から取り込んで乳酸を作らせ、雑菌や野生酵母を駆逐するものである。酒母になるまでの所要期間は約1か月。所要期間が長いのは、工程が多く手間が掛かるのと、醗酵段階も完全醗酵させるからである。現在でも時間や労力が掛かるので敬遠される傾向にあるが、成功すればしっかりとした酒質となるため、伝統の復活のために取り組んでいる酒蔵も増えてきている。主な工程は以下の通り。
米、麹、水を桶（タンク）に投入 > 山卸 > 温度管理 > 酵母添加 > 温度管理 > 酒母完成
しかし、腐造や酸敗のリスクが大きかったことから明治42年（1909年）に国立醸造試験所（現在の独立行政法人酒類総合研究所）によって山廃酛が開発された。次項参照。
山廃酛
山廃酛（やまはいもと）とは、生酛系に属する仕込み方の一つで山卸廃止酛（やまおろしはいしもと）の略である。この方法で醸造した酒のことを 山廃仕込み（やまはいしこみ / -じこみ）あるいは単に山廃（やまはい）という。おおざっぱに言えば、生酛造りの工程から山卸を除いたものとなるが、単に山卸を省略したものではなく、関連するその他の細部の作業もいろいろ異なる。「山卸」とは米と麹と水を櫂で混ぜる作業のことで「酛すり」ともいう。

#### 速醸系
速醸系（そくじょうけい）は、雑菌や野生酵母による汚染を防止するために必要な乳酸を人工的に加える製法。現在造られている日本酒のほとんどは速醸系である。
速醸酛
明治43年（1910年）に考案された。仕込み水に醸造用の乳酸を加え、十分に混ぜ合わせた上で、掛け米と麹を投入して行われる。後述の高温糖化酛と区別するために普通速醸とも呼ばれる。所要期間は約2週間。工程は以下の通り。
米、麹、水、乳酸を混ぜる > 酵母添加 > 温度管理 > 酒母完成
高温糖化酛
酒母造りの最初の段階を高温（55℃から58℃程度）にすることで糖化を急速に進行させる方法。甘酒の製法と同じ原理である。所要時間は約1週間。生酛系や普通速醸では酒母を10℃以下まで冷却する必要があるのに対し、高温糖化酛は20℃程度まで下げられればよいので、西日本や九州等、冬場の気温が比較的高い地域での酒母造りに向いているとされる。工程は以下の通り。
お湯に米、麹を加え糖化 > 乳酸を混ぜる > 酵母添加 > 温度管理 > 酒母完成

#### その他
菩提酛や煮酛などがある。
菩提酛
菩提酛（ぼだいもと）は、米や水などの環境中から乳酸菌を取り込むという意味では生酛系に近く、酒母を仕込む時点で仕込み水に乳酸が含まれているという面からは速醸系に近い。
煮酛

### 醪（もろみ）造り

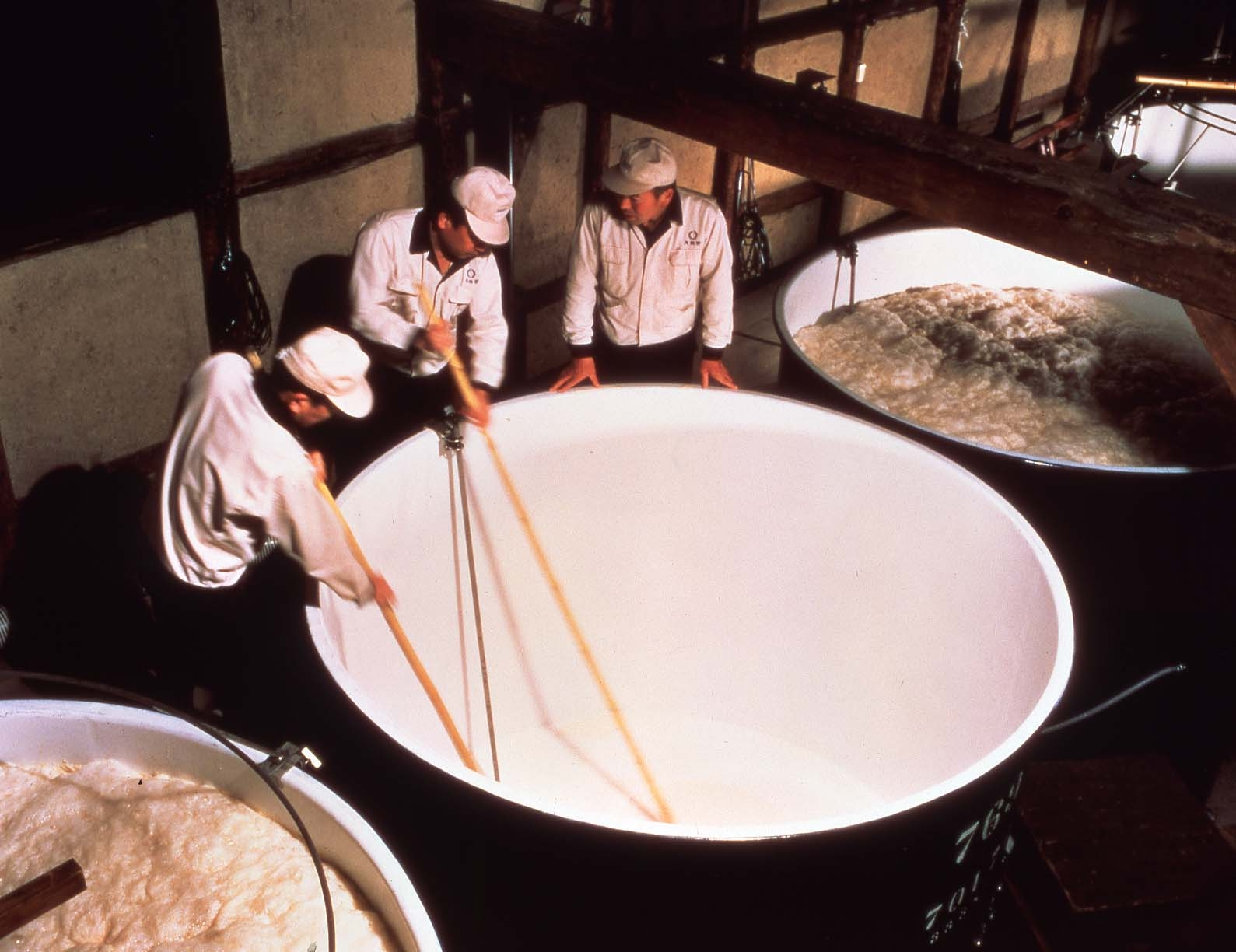
醪

材料（酒母、麹、蒸米、水）を3回に分けてタンクに入れて醪を作り発酵させる。
醪（もろみ）とは、仕込みに用いるタンクの中で酒母、麹、蒸米が一体化した、白く濁って泡立ちのある粘度の高い液体のことである。醪造りは、単に「造り」とも呼ばれる。「一麹、二酛、三造り」というときの「造り」はこれを意味している。造りを行う場所を仕込み場（しこみば）という。
醪造りの工程においては、麹によって米のデンプンが糖に変わり、同時に、酵母は糖を分解しアルコール（と炭酸ガス）を生成する。この同時並行的な変化が日本酒に特徴的な並行複発酵である。
醪を仕込むとき、三回に分けて蒸米と麹を加える。この仕込み方法は段仕込みもしくは三段仕込みと呼ばれ、室町時代の記録『御酒之日記』にも既に記載がある。もし蒸米と麹とを全量、一度に混合して発酵を開始させると、酒母の酸度や酵母密度が大きく下がり、雑菌や野生酵母の繁殖で醪造りは失敗しやすくなる。段仕込みは、発酵環境を安定させ雑菌の繁殖を防ぎつつ酵母を増殖させ、その状態を保ちつつ酵母のアルコール発酵の材料である糖を米麹や蒸米の状態で最終投入量まで投入できる仕込み方法である。これにより酵母が活性を失うことなく発酵を進められるため、醪造りの最後にはアルコール度数20度を超えるアルコールが生成される。これは醸造酒としては稀に見る高いアルコール度数であり、日本酒ならではの特異な方法で、世界に誇れる技術的遺産といえる。

なお段仕込みの1回目を初添（はつぞえ 略称「添」）、踊りと呼ばれる中一日を空けて、2回目を仲添（なかぞえ 略称「仲」）、3回目を留添（とめぞえ 略称「留」）という。20 - 30日かけて発酵させる。
泡の状貌
温度計もセンサーもなかった時代から、杜氏や蔵人たちは醪（もろみ）の表面の泡立ちの様子を観察し、いくつかの段階に区分けすることによって、内部の発酵の進行状況を把握してきた。この醪の表面の泡立ちの状態を（泡の）状貌（じょうぼう）といい、以下のように示される。
1. 筋泡（すじあわ） 留添から2 - 3日ほど経つと生じてくる筋のような泡で、醪の内部での発酵の始まりを告げる。
2. 水泡（みずあわ） 筋泡からさらに2日ほど経った頃。カニが口から吹くような白い泡。醪の中の糖分は頂点に達している。
3. 岩泡（いわあわ） 水泡からさらに2日ほど経った頃。岩のような形となる泡。発酵に伴って放熱されるので温度上昇も著しい頃である。
転覆 留添から5日くらいで、仕込みタンク上面を覆う泡全体の上下が反転することがある[48]。
4. 高泡（たかあわ） 岩泡からさらに2日ほど経った頃。留添から通算すると1週間から10日前後。岩泡全体が盛り上がりを見せる。化学的には発酵が糖化に追いつこうとしている状態。泡あり酵母と泡なし酵母の区別は、この高泡の有無で決められることが多い。
5. 落泡（おちあわ） 留添から12日前後経った頃。泡の盛り上がりが落ち着いてくる。化学的には発酵が糖化に追いついた状態。
6. 玉泡（たまあわ） さらに2日ほど、また留添から通算で2週間ほど経った頃。詳しくは大玉泡→中玉泡→小玉泡に分けられる。泡は玉の形になってどんどん小さくなっていく。小さければ小さいほど発酵はだいぶ落ち着いてきている。
7. 地（じ） さらに5日ほど、または留添から通算3週間近く経った頃。玉泡が小さくなりきって、今度は消えていく。発酵も終盤に近いことを示す。だが、どの段階で「醪造り」の全工程の終了とみなすかは、杜氏の判断に任されている。目的とする酒質によっては、このまま何日か時間を置いたほうがよく、また吟醸系の場合はさらにその状態を持続させることが好ましいとされるからである。

近年、泡なし酵母が多く開発されてきたが、今日でも泡あり酵母を使った醸造では、仕込みタンクの中で日々刻々と上記のような状貌の推移を見ることができる。

### アルコール添加
上槽の約2日前から2時間前にかけて、30%程度に薄めた醸造アルコールを添加していくこと。
「アルコール添加」または略して「アル添（アルてん）」という語感から、工業的に何か不純な添加物を加えるかのようなイメージをもたれることが多い（参照：当記事内『美味しんぼ』）が、古くは江戸時代の柱焼酎という技法に遡る、伝統的な工程の一つである。また日本国内製造の日本酒全体の製造量の76.9%がアル添であり、日本最大の日本酒コンテストの「全国新酒鑑評会」出品作の78.3%がアル添であり、入賞作の91.1%がアル添であるため、低品質を意味するものではない。アル添には次のような目的がある。
1. 防腐効果 現在のアルコール添加の起源である江戸時代の柱焼酎は、酒の腐造を防ぐため焼酎を加える技法であった。かつては防腐効果がアルコール添加の最も重要な目的であった。衛生管理が進んだ現代では、こうした意味合いは薄れてきている。シェリーやポートワイン等の酒精強化ワインも、同じ目的でアルコール添加を行っている。
2. 香味の調整 現在のアルコール添加の目的の第一はこれである。適切なアルコール添加は、醪からあがった原酒に潜在している香りを引き出す。特に吟醸系の酒の香味成分は、水には溶けないものが多く、それを溶かし出すためにアルコール添加が必要となる。そもそも吟醸酒自体が、アルコール添加を前提として開発された酒種であった（参照：日本酒の歴史#吟醸酒の誕生）。吟醸酒を生産する酒蔵では、アルコール添加は酒質を高めるために必須と考えているところが多い。
3. 味の軽快化 現在のアルコール添加の目的の第二。醪（もろみ）の中には、発酵の過程で生成された糖や酸が多く含まれており、これらを放置しておくと、完成した酒が、良く言えば重厚、悪く言えば鈍重な味わいになる。ここでアルコール添加を行っておくと、それらが調整される。また純米酒はその性質上、多かれ少なかれ酸味が飲んだ後に残る。アルコール添加により酸味が抑えられ、飲み口がまろやかになる。さらに、現代の食生活では旨み・油が多用され、飲料としては軽快な味わいのものが求められるようになってきたために、酒の切れ味を良くするために、アルコール添加が活用されている側面もある。
4. 増量 三増酒の全盛時代には、酒の量を水増しするために行われた。「『アル添』という工程が、一般的に悪いイメージを持たれるのには、主にそうした前の時代の負の遺産である」と言い訳されることもあるが、「実際に『アル添』された酒は、臭みが増す」との声もある。

添加するアルコールの原料を日本国内産の酒米に限り、品質の高さやトレーサビリティをアピールする取り組みもある。

### 上槽

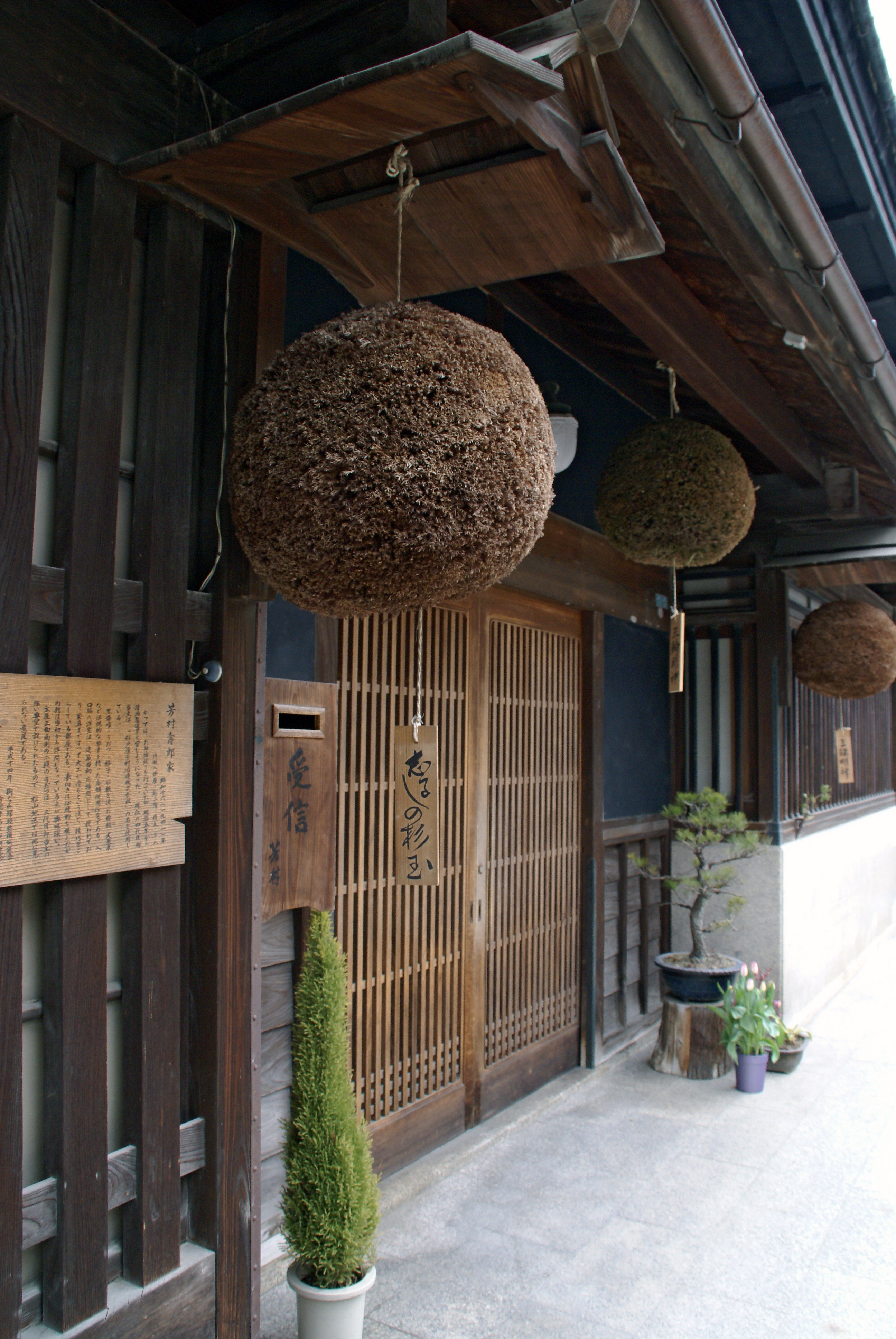
造り酒屋の玄関に吊るされた杉玉

上槽（じょうそう）とは、醪（もろみ）から生酒（なまざけ）を搾る工程である。杜氏の判断で「熟成した」と判断された醪へ、アルコール添加や副原料が投入され、これを搾って、白米・米麹などの固形分と、生酒となる液体分とに分離する。杜氏蔵人言葉では搾り（しぼり）、上槽（あげふね）ともいう。
なお、固形分がいわゆる酒粕（さけかす）になる。原材料白米に対する酒粕の割合を、粕歩合（かすぶあい）という。
上槽を行う場所を上槽場（じょうそうば）または槽場（ふなば）という。多くの場合は、「ヤブタ式」などの自動圧搾機で搾られるが、「佐瀬式」などの槽搾りを採用する酒蔵もある。大吟醸酒のように繊細な酒は、醪に掛かる圧力が小さい袋吊りや遠心分離などの方法で搾られる。
搾りだされた酒が出てくるところを槽口（ふなくち）という。
また酒蔵では、その年初めての酒が上槽されると、軒下に杉玉（すぎたま）もしくは酒林（さかばやし）を吊るし、新酒ができたことを知らせる習わしがある。吊るしたばかりの杉玉は蒼々としているが、やがて枯れて茶色がかってくる。この色の変化がまた、その酒蔵の新酒の熟成具合を人々に知らせる役割をしている。

### 滓下げ
滓下げ（おりさげ）とは、上槽を終えた酒の濁りを取り除くために、待つことを指す。槽口（ふなくち）から搾り出されたばかりの酒は、まだ炭酸ガスを含むものも多く、酵母、デンプンの粒子、タンパク質、多糖類などが漂い、濁った黄金色をしている。この濁りの成分を滓（おり）といい、これらを沈澱させるため、酒はしばらくタンクの中で放置される。滓下げによる効果は、単に濁りをとることに留まらず、余分な蛋白質を除去することで、瓶詰後の温度変化や経時変化によって引き起こされる蛋白変性での濁りの予防や、後工程となる濾過の負担軽減へも影響を及ぼす。
滓下げを施した上澄みの部分を「生酒」（なましゅ）という。「生酒」（なまざけ）とは別の概念なので注意を要する。
完成酒を生酒（なまざけ）や無濾過酒（むろかしゅ）に仕立てる場合などは異なるが、大多数の一般的な酒の場合、上槽から出荷までには二度ほど滓下げを施すことが多い。第一回目の滓下げを行ったあとの生酒（なましゅ）にも、まだ酵母やデンプン粒子などの滓が残っているのが普通で、雑味もかなりあり、これらを漉し取るために濾過の工程が必要となってくる。
近年では、消費者の「生」志向に乗じて、滓引き以降の工程を施さず「無濾過生原酒」として出荷する酒蔵も現れてきている。
なお、滓下げと混同されやすいものに「滓引き」という用語があるが、滓下げとはまた別の概念なので注意を要する。滓引きは滓下げを終えた上澄み部分を取り出すことを言う。

### 濾過
濾過（ろか）とは、滓下げの施された生酒（なましゅ）の中にまだ残っている細かい滓（おり）や雑味を取り除くことである。液体の色を、黄金色から無色透明にできるだけ近づける目的もある。なお、この工程をあえて省略して、無濾過酒として出荷する場合も多い。
1. 活性炭濾過 生酒（なましゅ）の中に、粉末状の活性炭を投入して行われる濾過を炭素濾過（たんそろか）もしくは活性炭濾過（かっせいたんろか）ともいう。この活性炭粉末を、酒蔵では単に炭（すみ）と呼ぶ。基本的には一般家庭の冷蔵庫などで使われる脱臭炭や、煙草のフィルターに入っている黒い粉末と同じものである。生酒（なましゅ）に活性炭を投入し、取り除きたい成分や色をその炭に吸着させて沈澱させる。その後に不要成分ごと炭を脱去する。活性炭を投入するといっても、単に投げ入れるだけではなく、活性炭の種類や加える量によって取り除ける成分や色が異なるところにこの工程の難しさがある。このように、炭加減（すみかげん）が大変に微妙であることから、地酒の本場では蔵人の間で炭屋（すみや）と呼ばれる、この工程だけの専門家が多く存在した。活性炭をあまり入れすぎると酒は澄んでくるが、味も色も香りも全て無化して面白くも何ともない完成酒になってしまう。かつては生酒（なましゅ）1キロリットルにつき炭1キログラムを投入する、通称「キロキロ」が目安とされていたが、現在では活性炭の使用量は減少傾向にあり、使用しないことも増え、炭屋なる専門職は減少傾向にある[54]。また活性炭を使用してから他の方法で濾過する場合も多いので、「活性炭の使用」の有無と「濾過」の有無は、違う話である。
2. 珪藻土濾過 精製された珪藻土の層を用いた濾過を行い、夾雑物を、そして活性炭濾過を行ったあとであれば活性炭そのものを取り除く。珪藻土とは珪藻類の化石で、非常に小さな孔を多数持つ形状をしており、色の元となる物質、雑味物質、香り物質もある程度除去する。この濾過技術の進歩は、活性炭の使用減少の一助ともなっている。
3. 濾紙による濾過 特殊な濾紙を用いて濾過をする場合もある。
4. フィルター濾過 最近とみに増加してきた。カートリッジ式のフィルターを用いて濾過する方法。カートリッジ式なので取り替えが可能で、手軽さがメリットである。特に生酒（なまざけ）として出荷する場合は、高精度な（0.22 - 0.5μm程度の）濾過を行うことで火落ち菌を含む微生物を除去することがある[55]。

槽口（ふなくち）から搾られたばかりの日本酒は、たいてい秋の稲穂のように美しい黄金色をしている。かつての全国新酒鑑評会では、酒に色がついた出品酒を減点対象にしていた時代があった。そのため酒蔵はどこも懸命に活性炭濾過で色を抜き、水のような無色透明の状態にして出荷することが多かった。
いわゆる「清酒」という言葉から一般的に連想される無色透明な色調は、そのような時代の名残りともいえる。現在では、雑味や雑香はともかく色の抜去は求められなくなってきたので、色のついたまま流通する酒が復活し、自然な色のついた酒の素朴さを好む消費者も増えてきている。

### 火入れ
火入れ（ひいれ）とは、醸造した酒を加熱して殺菌処理を施すこと。火当て（ひあて）ともいう。火入れされる前の酒は、まだ中に酵母が生きて活動している。また、麹により生成された酵素もその活性を保っているため酒質が変化しやすい。また、乳酸菌の一種である火落菌が混入している恐れもある。これを放置すると酒が白く濁ってしまう（火落ち）。そこで火入れにより、これら酵母・酵素・火落菌を殺菌あるいは失活させて酒質を安定させる。これにより酒は常温においても長期間の貯蔵が可能になる。しかし、あまり加熱が過ぎれば、アルコール分や揮発性の香気成分が蒸発して飛んでしまい酒質を損なう。そのため、これも加減が難しく、62℃ - 68℃程度で行われる。なお、65℃の温度で23秒間加熱すれば乳酸菌を殺菌できることが知られている。吟醸酒などは香りが飛ばないように瓶詰めしてから火入れすることもある。(瓶燗火入れ)
火入れの技法は、室町時代に書かれた醸造技術書『御酒之日記』にも既に記載され、平安時代後期から畿内を中心に行われていたことが分かる。これはすなわち、西洋における細菌学の祖、ルイ・パスツールが1866年にパスチャライゼーションによる加熱殺菌法をワイン製造に導入するより500年も前に、日本ではそれが酒造りにおいて一般に行われていたことになる。
明治時代に来日したイギリス人アトキンソンは、1881年に各地の酒屋を視察して「酒の表面に“の”の字がやっと書ける」程度が適温（約130°F（55℃））であるとして、温度計のない環境で寸分違わぬ温度管理を行っている様子を観察し、驚きをもって記している。
火入れと「生酒」の関係
火入れをしていない酒は「生酒」「無濾過生原酒」などとして人気がある。そういう「生」系の酒は瑞々しく、香りも若やいで華やかであり、また残存する微発泡感はのど越しもよい。火入れをするとそれらの酒の繊細さが失われるため、保存管理さえ徹底されていれば「生酒」には火入れした酒にはない味わいがある。
従来は低温での保存、流通を管理するのは難しく「生酒」が市場に出るのはまれだった。保存管理が行き届くようになった近年は「生酒」が市場に出回るようになり、日本酒の中で「生酒」が新しい楽しみ方の一つとなっている。
ただし、日本酒は火入れをしなければ劣化が早く、すぐに生老ね香を発するため、生酒は特に正しい保存管理をしなければならない。
また「生」系の酒の味は荒々しく、貯蔵・熟成を経た酒が持つ旨みやまろみ、深みに欠けるため、従来通りの火入れの工程を経た酒も日本酒としての魅力を失うわけではない。
「生酒」をめぐる表示問題
生貯蔵酒（なまちょぞうしゅ）や生詰酒（なまづめしゅ）に仕立てる場合などを除いて、大多数の一般的な酒の場合、上槽から出荷までの間に火入れは二度ほど行われる。すなわち、1回目は貯蔵して熟成させる前、2回目は瓶詰めして出荷する直前である。特に1回目の火入れは、成分に落ち着きを与え、その先の貯蔵中にどのように熟成していくかの方向性を左右する。これを分かりやすくチャートにすると以下のようになる。
上槽 → 滓下げ1回目 → 濾過1回目 → 火入れ1回目 →貯蔵・熟成 → 滓下げ2回目 → 濾過2回目→割水→火入れ2回目 → 瓶詰め → 出荷
- 生貯蔵酒 火入れ1回目をしない。杜氏蔵人言葉では「先生」（さきなま）、「生貯」（なまちょ）などという。
- 生詰酒 火入れ2回目をしない。杜氏蔵人言葉では「後生」（あとなま）などという。
- 生酒（なまざけ）  火入れ1回目も2回目もしない。杜氏蔵人言葉では「生生」（なまなま）、「本生」（ほんなま）などという。
- 原酒 滓下げ1回目を施された上澄み部分の酒のこと。

以上のような前提の中で、生貯蔵酒や生詰酒は、少なくとも1回は火入れをしていて本当は「生」ではないわけだから、「生」を名称に含めるのは妥当ではない、という議論がなされている。
また、「生」好みの消費者心理を利用し、生貯蔵酒や生詰酒の「生」の字だけを大きく、あるいは目立つ色彩でラベルに印刷し、その他の文字を小さく地味に添えるなどして、あたかも生貯蔵酒や生詰酒が「生」の酒であるかのようにイメージを演出して流通させている蔵元もある。一方では、吟醸酒や純米酒の中には「生詰」と表示しているだけでも、本当の生酒（なまざけ）、いうならば「生生」も流通されるようになってきた。

### 貯蔵・熟成

#### 熟成の概要
熟成（じゅくせい）とは、貯蔵されている間に進行する、酒質の成長や完成への過程をいう。上槽や滓下げのあと、無濾過や生酒として出荷するために、濾過や火入れを経ないものもあるが、そうでない製成酒は通常それらの工程を経た後に、さらに酒の旨み、まろみ、味の深みなどを引き出すためにしばらく貯蔵される。
熟成による具体的な変化は、
1. 色調 - 黄緑色 → 褐色 → 赤褐色 → 黒赤色。
2. 香り - 黒糖香 → 蜂蜜香 → キャラメル香 → 老酒香。
3. 味濃醇化 - 味幅の拡がり、苦味の増加、五原味の調和。
4. 触感 - 丸ろやかさ、滑らかさの増大。
5. 物性 - オリの生成。

とされている。
吟醸系の酒は、香りや味わいを安定させるために、半年かそれ以上、熟成の期間を持たせるものも多い。しかし、いちいち古酒、古々酒といった表示をするのは、吟醸の品格からして無粋であるというような感覚から、そういった表示はラベルにされないのが通常である。
非吟醸系であっても、本醸造酒や純米酒では、酒蔵のある風土の自然条件、仕込み水の特徴、杜氏が目的とするコンセプトなど様々な理由から、長期間貯蔵して熟成させるものがある。

#### 熟成のメカニズム
火入れを経過させない酒においては発酵が止まっておらず、調熟作用（ちょうじゅくさよう）といって、アミノ酸分解や糖化により風味の自然調和が続いている。そのため、調熟作用によって最終的にその酒の持ち味を生み出している銘柄では、すぐに出荷せず貯蔵・熟成させるのは、欠かすことのできない工程の一部である。一般的に完全醗酵させた純米酒は熟成がゆっくりと進み、劣化しにくい。不完全醗酵の製成酒は、アルコールに分解されていない成分が多く含まれるため、酒質の変化は早いが劣化しやすいと言われている。
熟成の原因は、大きく分けて外部から加わる熱や酸素になどによる物理的要因と、内部で起こるアミノ酸を初めとする窒素酸化物やアルデヒドなどによる化学的原因とに分かれるが、具体的な理論に関しては未解明な部分が多い。たとえば、廃坑や廃線になったトンネルなど或る特定の場所で貯蔵すると、いくら温度や湿度など科学的に条件を同じにしても、他の場所で貯蔵するよりもあきらかに味がまろやかになる、といった例がある。化学的原因を詳しく見ると、保存中にアミノ酸やタンパク質等の窒素化合物は、残存している糖分に作用してメイラード反応（アミノカルボニル反応）を起こし褐変化を起こす。一方、酵母が生成する含硫黄アミノ酸（硫黄化合物） を由来とする揮発性硫黄化合物は香気特性を悪化させるジメチルジスルフィド（DMDS）、ジメチルトリスルフィド（DMTS）、メチルメルカプタン、メチオナールなどの物質の増加の原因となる。
全ては原料米に依存するが、タンパク質は精米歩合を高くした原料を使う事で減少させる事が可能であるが、硫黄は、原料米含有成分が大きく影響を及ぼしている。

#### 食との相互補完
滋賀県の鮒寿司のように、その地方の基本的食品がある一定の期間の貯蔵・熟成を経てから食べられる土地などにおいては、食品が熟成する時間と同じだけの時間が、酒質の完成にももとよりかかるように醸造される酒もある。つまり食と酒を同じ時期に仕込み、同じ年月を隔てて同時に食べるわけである。こういった熟成は、まさに食文化の基礎にある相互補完という地酒の原点を物語るものである。

#### 新酒、古酒・秘蔵酒
日本酒は、毎年7月から翌年6月が製造年度と定められており、通常は製造年度内に出荷されたものが新酒と呼ばれる。
しかし最近は、上槽した年の秋を待たず6月より前に出荷する酒に「新酒」というラベルを貼って、ひやおろしから差別化して新鮮さをアピールする酒が増えたために、「新酒」の定義に混乱が生じつつある。
冬から春にかけては「しぼりたて」「新酒」「生酒」などとして、フレッシュさを売り物にする酒蔵や酒販店、飲食店も多い。新酒の鮮度を強調した売り方としては、酒蔵や酒販店でつくる日本名門酒会が1998年から、立春の2月4日に合わせて「立春朝搾り」の出荷を始めている。未明から上槽と瓶詰めを行い、蔵によっては縁起物として近隣の神社で無病息災や家内安全の祈祷をしてから出荷する。2018年は34都道府県の43蔵元が参加し、約31万本を搾る予定である。
逆に製造年度内でなく、貯蔵期間を経た後に出荷・提供する日本酒を熟成酒、古酒、古々酒または秘蔵酒と呼ぶこともある。酒がメイラード反応により褐色に変わるまで長期保管したり、赤ワインやシェリーを入れていた樽に入れて香りを移したりする酒造会社もある。酒販店や飲食店が仕入れた日本酒を寝かせて古酒にするケースもある。蔵元によっては、西洋のワインにおけるヴィンテージという考え方を導入し、ラベルに酒の製造年度を明記している。熟成することによって味に奥行きが出るように造るこうしたヴィンテージ系日本酒は、熟成期間の長いものでは20 - 40年間にも及ぶ。酒造会社などでつくる長期熟成酒研究会は「満3年以上蔵元で熟成させた、糖類添加酒を除く清酒」を熟成古酒と定義している。

#### 大古酒
大古酒（だいこしゅ / おおこしゅ）という語に関して、現在のところ明確には定義されていない。しかし概して「大」が付くにふさわしい、桁違いの熟成が求められる。1968年（昭和43年）に開封された元禄の大古酒のように279年まで行かなくとも、熟成期間100年を超した年代ものは一般に大古酒と呼ばれる。

#### ひやおろし
ひやおろしとは、冬季に醸造したあと春から夏にかけて涼しい酒蔵で貯蔵・熟成させ、気温の下がる秋に瓶詰めして出荷する酒のことである。その際、火入れをしない（冷えたままで卸す）ことから、この名称ができた。醸造年度を越して出荷されるという意味では、本来は古酒に区分されることになるが、慣行的に新酒の一種として扱われる。

### 割水
割水（わりみず）とは、熟成のための貯蔵タンクから出された酒へ、出荷の直前に水を、より正確には加水調整用水を加える作業をいう。「加水調整」あるいは単に「加水」とも呼ばれる。ちなみに焼酎の製造過程では、まったく同じ工程を「和水」（わすい）と呼んでいる。
この工程の目的は、酒のアルコール度数を下げることにある。醪（もろみ）ができた直後には、ほとんどの酒が並行複発酵により20度近いアルコール度数となっている。アルコール度数の高いほうが腐敗の危険が少ないので、貯蔵・熟成もこの20度近いアルコール度のまま行われるため、出荷するときには目的とするアルコール度数まで下げる必要がある。（「低濃度酒」参照。）
いっぽう、割水をしないで、醪ができた時点のアルコール度のまま出荷した酒のことを原酒という（ただし、アルコール度数の変化が1%未満の加水は認められている）。原酒というと、一般的にはその酒の元となった醪や酵母を使った本源的な酒、あるいは何かどろっとした濃いエキスのような酒がイメージされるようであるが、実際はそういうものではない。ただ、割水をしていない分、一般酒よりもアルコール度数が高く、比較して濃厚であることは確かである。

### ブレンド
複数の蔵元が製造した酒を混ぜたブレンド日本酒が販売されることもある。新型コロナウイルス感染症の影響で日本酒需要が減少した2020年以降に各地で企画された。    

### 瓶詰め・出荷
こうして割水など最後の調整を果たした酒は、洗瓶用水で洗浄された瓶の中へ瓶詰めされて出荷され、各自の蔵元がそれぞれ独自に切り拓いている流通販路に乗る。

### 製法の用語・表現
現在は使われていない、歴史上の製法にかかわる表現を含む。

#### 「歩合」
「 - 歩合（ぶあい）」で終わる用語には、次のものがある。
- 精米歩合
- 重量精米歩合
- 見掛精米歩合
- 真精米歩合
- 整粒歩合
- 麹歩合
- 粕歩合
- 汲水歩合
- 酒垂れ歩合 または 「清酒垂れ歩合」

#### 「仕込み」「造り」
学問的・専門的にではなく、あくまでも一般的な理解のためという前提で補足すると、日本酒の製法という文脈に限っては、
「仕込む」=「造る」、「仕込み」=「造り」
というように、ほぼ同義語として考えてよい。
「 - 仕込み」または「 - 造り」で終わる用語には、次のものがある。
- 山廃仕込み（やまはいじこみ）
- 段仕込み（だんじこみ）
- 三段仕込み（さんだんじこみ）
- 四段仕込み
- 寒仕込み（かんじこみ） または 寒造り（かんづくり）
- 十水仕込み（とみずじこみ）
- 宮水仕込み（みやみずじこみ）
- 高熱液化仕込みまたは高温液化仕込み
- 木桶仕込み または 木桶造り
- 木樽造り
- 融米造り（ゆうまいづくり）
- 焙炒造り（ばいしょうづくり）
- 姫飯造り（ひめいいづくり）

#### 「酛」「酒母」
学問的・専門的にではなく、あくまでも一般的な理解のためという前提で補足すると、日本酒の製法という文脈に限っては、
- 「酛（もと）」=「酒母（もと/しゅぼ）」

はほぼ同義語として考えてよい。
「 - 酛」または「 - 酒母」で終わる用語には、次のものがある。
- 菩提酛（ぼだいもと）
- 煮酛（にもと）
- 高温糖化酛（こうおんとうかもと）または「高温糖化酒母」
- 速醸酛（そくじょうもと）
- 中温速醸酛（ちゅうおんそくじょうもと） または 「中温速醸酒母」
- 山廃酛（やまはいもと）または「山卸廃止酛」
- 生酛（きもと）

#### その他
以上の分類に当てはまらない用語には、次のものがある。
- アル添（あるてん）
- ひやおろし
- 秋上がり (あきあがり)
- 酛立て（もとだて）
- 四段掛け（よんだんがけ / よだんがけ）
- 柱焼酎
- 汲水延ばし（くみみずのばし）または「汲み水を延ばす」
- 打瀬（うたせ）
- 高温糖化法
- 火落ち
- 無濾過（むろか）
- 炭素濾過（たんそろか）または活性炭濾過（かっせいたんろか）

## 日本酒の評価基準・用語・表現

### 日本酒度
計量法は、物象の状態の量の一つである比重の計量単位として、「日本酒度」を定めている。その名のとおり、清酒の比重を計測するための単位であるが、測定対象は清酒には限らない。
計量法では、日本酒度は次のように定義されている。ここで、清酒の比重は、101325 Paの圧力（標準気圧を意味する。）、4 ℃の条件下で計測したものである。
- 日本酒度 = 1443 (1 - 比重) / 比重

これを逆算すると、以下の式も得られる。
- 清酒の温度を15 ℃にした時の比重 = 1443 / (1443 + 日本酒度)

#### 計測方法
日本酒度の実際の計測方法は2種類ある。
- 浮ひょう法[71]

```
 対象とする清酒を15℃にし、規定の浮秤（ふひょう 
en:hydrometer
）を浮かべて計測する。そのときに、4℃の
蒸留水
と同じ質量の酒の日本酒度を0とする。
```

- 振動式密度計法

振動式密度計を用いて15℃における検体の密度を測定し、0.99997で除して比重(15/4℃)とし、次式により換算して検体の日本酒度とする。 
日本酒度＝1443/S-1443  (ただし、Sは比重(15/4℃))
日本酒度の値が示す比重が軽いものは+（プラス）の値、重いものは - （マイナス）の値をとる。日本酒度が高い（+の値が大きい）ほど辛口になる傾向があり、味の目安としてラベルに表示されることが多い。より厳密に酒の辛口甘口を示す指標として甘辛度（あまからど）がある。

### 酸度
清酒10ミリリットルを中和するのに要する、0.1モル/リットルの水酸化ナトリウム溶液の滴定ミリリットル数のこと。この値が大きければ「さっぱり」、小さければ「こくがある」といった表現が使われる。しかし、これも日本酒度と同様に、人の味覚は、香り、食べあわせ、体調などにより大きく変動する。

### 甘辛度
甘辛度は、清酒の甘辛の度合いを示す値。清酒のブドウ糖濃度と酸度から次のように計算される。
- 甘辛度 = 0.86×ブドウ糖濃度 - 1.16 × 酸度 - 1.31

また、ブドウ糖濃度の代わりに日本酒度を用いて、
- 甘辛度 = {193 593 ÷（1443 + 日本酒度）} - 1.16 × 酸度 - 132.57

とすることもできる。
この式によって人間が酒を甘い辛いと感じる感覚の81%が説明できる。清酒の甘辛の程度と甘辛度の関連は下記の通り。
| 非常に辛い     | -3 |
| かなり辛い     | -2 |
| すこし辛い     | -1 |
| どちらでもない | 0  |
| すこし甘い     | 1  |
| かなり甘い     | 2  |
| 非常に甘い     | 3  |

### 濃淡度
濃淡度（のうたんど）は、清酒の味の濃淡の度合いを示す値。清酒のブドウ糖濃度と酸度から次のように計算される。
- 濃淡度 = 0.42×ブドウ糖濃度 - 1.88 × 酸度 - 4.44

ブドウ糖濃度は直接還元糖であり、分子構造の大きなデキストリンを除いた残りの糖分の量を指す。濃淡度がプラスになるほど味が濃い。
甘辛度や濃淡度の表示は少ないものの、味の指標としては日本酒度よりは信頼性がある。

### アミノ酸度
清酒10ミリリットルを酸度の場合と同様に0.1モル/リットルの水酸化ナトリウムで中和した後、中性ホルマリン液を5ミリリットル加え再度0.1モル/リットルの水酸化ナトリウムで中和したのに要した滴定ミリリットル数のこと（ホルモール法による測定）。値は後者の水酸化ナトリウム滴定数量に等しい。値が大きいと濃醇、小さいと淡麗の傾向がある。これも日本酒度・酸度の場合と同じで、一般の人の味覚は、香り、食べあわせ、体調などにより大きく変動するものである。
一般に生酛系や山廃系ではアミノ酸が多くなる傾向がある。たとえ生酛や山廃酛でもアミノ酸を低く抑えるのが、名人と言われる杜氏たちの造り方ともいわれるが、アミノ酸の多くなった生酛や山廃酛のどっしりした味わいを好む愛飲家も多いこともまた事実である。
アミノ酸が生成される主な原因はタンパク質分解酵素の酸性プロテアーゼであり、麹造りの仲仕事から仕舞い仕事の間に、34℃から38℃の温度帯でほとんどが生成される。したがって最終的な仕上がりを軽い味にしたい杜氏は、麹米が乾かないようにしながら破精を進ませ、できるだけ敏速にこの工程を切り抜ける。逆に重い味に仕上げたい場合は時間を掛ける。

### 味の表現
辛口
日本酒の味覚評価も、基本的に五味（酸苦甘辛鹹）であるが、料理のそれと同じ言葉を使っていても概念は大きく異なる。「辛い」といっても、料理における辛（トウガラシやコショウのような味）や鹹（塩辛さ）ではない。また、舌の表面にある味蕾（みらい）でキャッチされ脳へ送られる味覚は甘味、酸味、塩味、苦味、うま味のみであり、味細胞には辛味の受容体はないため、「酒が辛い」と感じるのは、舌表の痛覚がアルコールに刺激されているだけだと考えられる。
そのため一般に、アルコール度や日本酒度が高ければそれだけ辛口に感じる。また、「淡麗辛口が優れた酒の基本条件である」かのような偏った認識（参照：辛口ブーム）が蔓延していた頃もあったが、辛口には辛口の良さ、旨口には旨口の良さがあり、「この酒は甘口だ/辛口だ」というだけの品評にはあまり意味はない（参照：日本酒度・甘辛度・アミノ酸度）。
甘口
旨口（うまくち）と混同されることが多いので注意が必要である。日本酒の比重を大きくする成分のほとんどが糖分であるため、一般には「日本酒度が低ければ甘口」といえる。
しかしながら、濁り酒（にごりざけ）やおりがらみのように固形分を含む日本酒は比重が大きく、日本酒度は低くなるが、必ずしも甘口になるとは限らない。
旨口（うまくち）
一般に清酒に関して「甘口」と表現されるのは、じつはこの旨口である場合がほとんどである。相対的に辛味が刺激されないため「甘口」と間違えられやすいのである。旨口は、辛口の要素となりやすいキレよりも、コクと奥行きのある馥郁（ふくいく）たる味わいである。目指す仕上がりへ持っていくためには、アルコール度数の高さでごまかせないため、造り手にとってはある意味でいっそう難しい味ともいわれる。
端麗 / 淡麗（たんれい）
口に含んだときに、きれいで滑らかな感じを受けたときに用いる表現である。日本語としては本来「端麗」が正しいのだが、1980年代に始まる辛口ブームの間に商標などを通じて「淡麗」と書かれ始め、現在では酒の味に関しては「淡麗」と書くようになった。
芳醇 / 豊醇（ほうじゅん）
香りが高く味がよいこと。本来「芳醇」が正しい（日本語の辞書の中には「芳醇」がなく、「芳純」「芳潤」ともある）表記であるが、商標や酒銘などで一般化し「豊醇」とも表記される。
濃醇（のうじゅん）
味が濃いこと。「淡麗」の対極にあるのはむしろこの濃醇である。
ピン
後味が引き締まった感じを指す。辛・甘・旨の味のバランスによって織り成される。そのバランスが酒の味のアウトラインを決めるといってもよい。
キレ
後味がすっきりして軽快な場合に「キレがある」と表現する。地方によっては「サバケがよい」と表現する。
荒い
口に含んだときに、口中に刺激を受ける状態を指す。よく言えば元気のある若々しい味、わるく言えば熟成感に欠ける味である。
吟味（ぎんあじ）
長い時間をかけて低温熟成した酒に生まれる、あっさりとした旨みを指す。
ふくらみ
口中に広がる、バランスの良いしっかりとしたコクのある味を指す。「ゴク味」「味の幅」などとも表現される。
ゴク味
酒の五味がほどよく調和して、バランスの良いコクが感じられる状態を「ゴク味がある」と表現する。
収斂味（しゅうれんみ）
酒がまだ若いときに感じられる、思わず口をすぼめたくなるような渋みのこと。たいていは酒の熟成とともに自然に消えていく。逆に、これが消えていくのを以って酒の熟成度を舌で測ることもできる。
押し味
酒を利いたあとの後味にふくらみがあり、安定して余韻を響かせているような味。
コシ
押し味があって、安定した味わい残すときにはを「コシがある」「コシが強い」といい、反対に後味がぼけた感じがするときは「コシがない」「コシが弱い」という。
どっしり
ふくらみとコシのある、容易に燗くずれのしない、丹念な造りの味に用いられる表現。
しっかり
安定感とコシのある、容易に燗くずれのしない、丹念な造りの味に用いられる表現。ある意味では「どっしり」よりも頻繁に使われる「しっかり」だが、しっかりかどうかを判断するのは初心者には難しいのもまた現実である。初心者にも分かりやすい手軽な判断方法としては、酒をアルコール14度くらいにまで水で割ってぬる燗にして味わってみることである。そのときに味切れが良い酒は「しっかり」した造りである。酒中に未分解の成分が多かったり、醪末期に急激に酵母が死滅してしまうと、酵母から余計なアミノ酸が出ることによって、味切れが悪くなることがある。こういう酒は概して完全醗酵させた酒に比べて劣化が早く、味も「しっかりしている」とは言わない。こういうことは個々人の主観、すなわち味覚で判断するのが一番で、裏ラベルに表示されているアミノ酸度など見ても分かることではない。
（味/香りが）開く
冷やでは、その酒質が本来持つ味や香りが冷たさの奥に閉じ込められてしまい、官能として感じられないことがあるが、それらを人肌燗・ぬる燗あたりまで温めると、花がゆっくり開くようにそれらが感じられてくる。そのような時に用いる表現である。しかしあまり熱すると、却って感じられなくなる。
ちなみに日本酒匠研究会では、「甘い/辛い」「淡麗/濃醇」を座標軸とする味の分類には実用性がないとして、飲用温度や料理、器を連想しやすい「香りが高い/低い」「味が濃い/淡い」を新たな座標軸とし、次のような四分法を用いている。
熟酒（じゅくしゅ）
香りが高く、味が濃い酒。時間をかけて熟成された濃厚な味わい。熟成酒、古酒、秘蔵酒など。
醇酒（じゅんしゅ）
香りが低く、味が濃い酒。いわゆるコクが感じられる味わい。純米酒、生酛系（きもとけい）など。
薫酒（くんしゅ）
香りが高く、味が淡い酒。吟醸香の在り方が鑑賞できるもの。大吟醸など。
爽酒（そうしゅ）
香りが低く、味が淡い酒。軽快でなめらかなもの。生酒、生貯蔵酒、低アルコール酒など。

### 色の表現
酒蔵の槽口から出てくる、できたての酒は本来、秋の稲穂のような黄金色に近い色である。また熟成が進むと深い茶色へと進んでいったり、少しばかり緑がかってくる。あるいは精米歩合が高く、造りがしっかりしている大吟醸などは、ダイヤモンドのように鮮やかにきらめく光沢を持つ。
しかし全国新酒鑑評会では過去に、色のついたまま出品されている酒は減点の対象としていた時代があり、それゆえ酒蔵では活性炭濾過などで必死に色を抜いていた。その結果が今日「清酒」という言葉から一般的にイメージされる水のような無色透明である。
昨今は天然の色のまま販路に乗せる酒蔵も増えてきたので、酒の色も再び楽しめるようになった。
冴え（さえ）
美しく透き通った光沢。特に、やや青みがかって見える状態を青冴え（あおざえ）といい、高く評価される。
照り（てり）
うっすら山吹色に艶の出た状態。たいてい好まれる。
ぼけ
少々混濁して、色彩がぼやけていること。
透明度
どれだけ透明に製成されたかを語る指標。
澄明度
自然に造られた澄んだみずみずしいきらめき。
黄金色（こがねいろ）
照りの中でも最も好まれる色調。
番茶色（ばんちゃいろ）
古酒などに多い、やや濃く熟成した色調。黄金色ほどは、色が鑑賞の対象とはならないことが多い。
色沢良好（しきたくりょうこう）
鑑評会などで語られる、色合いが好ましいさまを語る定番の表現。
色沢濃厚（しきたくのうこう）
かなり色がついている状態。好ましいと受け取る者も多い。
混濁
いろいろな色調に濁っていること。見た目としては評価を得がたいが、こうした酒が一概に味もまずいとは限らない。

### 香りの用語・表現
これも製法に関わる用語・表現と同じく、時代・世代や地方によって様々であるが、標準的なものを示しておく。
熟成香
熟成によって生じる好ましい香りで、強いものは「古酒香」とも呼ばれる。香りの様態は様々で、それぞれ紹興酒、シェリー酒、カラメル、干ししいたけ、干しブドウなどに例えて表現される。
吟醸香（ぎんじょうこう / ぎんじょうか）
「ぎんじょうこう」が正しい読み方とよく言われるが、専門家の中でもわざわざ「ぎんじょうか」とルビを振り読者の注意を促す者もいるので注意を要する。
吟醸酒や大吟醸酒に特有の芳香。リンゴやバナナのような香りが最も一般的だが、酒によってはマロン、クリーム、チョコレートのような吟醸香を出しているものもある。決して香料を加えているのではなく、吟醸造りのような低温発酵時に酵母が出すエステル類、特にカプロン酸エチルや酢酸イソアミルに起因する香りである（参照：醪（もろみ））。造りの良い純米酒など、吟醸酒以外にも感じられることは多い。なお、生成された吟醸香は全てが醪の中に留まるわけではなく、多くは大気中に放散される。このため、ヤコマン装置によりそれを回収・液化して、醪の中に戻したり、あるいは元の醪以外の日本酒へ添加したりすることもかつて行われていた。最近は新型酵母の開発により、そういう必要はなくなってきたといわれる。
リンゴ香
吟醸香の一種で、カプロン酸エチルに起因するデリシャスリンゴのような芳香。適度なリンゴ香は吟醸酒に気品を与えるとされる。
バナナ香
吟醸香の一種で、酢酸イソアミルに起因するバナナのような芳香。適度なバナナ香は日本酒に甘くフルーティーな香りの厚みを加えるものとして好まれるが、強すぎると異臭に感じられ「酢酸エチル臭」「セメダイン臭」と呼ばれて減点の対象となる。ヤコマン装置によって回収される主な香り成分でもある。
新酒ばな
主に麹に由来する新酒特有の若々しい香りで、熟成するにしたがって消えていく。燗酒#温度の表現（飲用温度）を好む熟達した飲み手は、燗によって強められた新酒ばなを敬遠することが多い。
アルコール臭
アルコール添加がうまく行かなかったときに生じる薬品のような臭い。醗酵によって生じるアルコール成分と違って、酒そのものと一体化していない、添加したアルコールが浮いた感じになって起こる。
老ね香（ひねか）
「熟成が進みすぎた（過熟）」「熟成しないうちに劣化した」「保存方法が正しくなかった」などの理由で、酒が酸化してしまったときに生じる異香。熟成香と紙一重で、不快であれば老ね香とされる。それゆえごく稀に、少しばかりの老ね香はかえって酒に箔をつけるものとしてプラスに評価される場合もある。
生老ね香（なまひねか）
「生酒が古くなった」「保存方法が正しくなかった」などの理由から、酵素の働きから生じる、蒸れたような猛烈な悪臭。活性炭濾過でも除去できず、出荷前に発生すると蔵にとって致命傷となるが、実際には出荷後の流通・小売業者、あるいは購入後の消費者の、保存方法や温度管理のまずさによるところが大きい。「生酒は米の牛乳」と思っておけば、まず間違いない。
つわり香
醪の醗酵の失敗などに起因する、乳製品が腐ったような臭いで、吐き気を催させることからこう呼ばれる。専門的には「ダイアセチル臭」と呼ばれ、「火落ち臭」と似ている。
火落ち臭
火落ち菌が繁殖することによって生じる臭いで、菌の種類によって様態は異なるが、おおむねつわり香と似ている。
濾過臭（ろかしゅう）
濾過の工程で付く異臭の総称。和紙を水で濡らしたときの臭いに似ているとされる。
炭臭（すみしゅう）
活性炭濾過の工程で、質の悪い炭を使ったり、炭を入れすぎたときに付く異臭。炭自体が臭気を吸収しやすいので、保存中に炭が外部から吸収した臭い成分を、酒に投入されたときに酒の中へ放出して生じることも多い。
酸敗臭（さんぱいしゅう）
腐造菌という雑菌が醪を汚染し、酢酸などが生成されて付く極めて不快な臭い。
袋臭（ふくろしゅう）
醪をしぼる酒袋の臭いが酒に移ったもの。酒袋の管理が正しくなく、酸化した付着物があったときなどに生じる。
日光臭
光にさらされて発生する、刺激性のある異臭。「ひなた臭」「けもの臭」ともいう。室内蛍光灯など、日光以外の光線に長時間さらされていても発生する。出荷後の流通・小売業者、あるいは購入後の消費者の、保存方法のまずさに起因することが多い。瓶を新聞紙などにくるんでおくと防げる。かつては瓶の臭いが酒についたものと考えられ「瓶臭」という語があったが、現在ではそれは日光臭と老ね香の混じった臭気とされている。
木香（きか / きが / もくが / もくか / もっか）
「きか」が正しい読み方とよく言われるが、専門家の中でも、わざわざ「きが」とルビを振り読者の注意を促す者もいるので注意を要する。
スギなど樽の木材の香りが酒に移ったもの。香りの程度と酒質によってはプラスに評価されることもあるが、鑑評会などでは「木香臭（きがしゅう）がする」というと往々にしてマイナス点である。ちなみに醗酵の最中にアルコール添加すると生成されることがある、木香のような臭いを「木香様臭」といい、本質的には別物であるが混同されやすい。
また、酒器を手に取ってから飲み込むまでの各段階において感じられる香りは以下のように呼ばれる。
上立香（うわだちか）
まだ酒を口に含まず、酒の表面から鼻先へ匂い立つ香。酒を猪口に注いで、丸く揺らしたときに立ち上がってくる揮発性の芳香。吟醸香に重きを置く酒や、鑑評会に出品される酒では、とかく重視される。
含み香（ふくみか）
酒を口に含み、舌先で転がしたときに、鼻へ抜けていく香。香りの成分としては、上立香ほど揮発性が高くないので、口に含むまでは感じられない。
吟香（ぎんか）
酒を呑みこむとき、喉を過ぎるときに感じられる香。鑑評会などで利き酒をするときは、酒は呑みこまず、味わったあとは吐き出してしまうので、吟香は味わえない。よって鑑評会での評価の対象になりえないという問題がある。今ではほとんど「吟醸香」と同じものを指す。
返り香（かえりか）
呑んだあとに、腹から鼻に抜けるように感じられる香。これも鑑評会などでは評価の対象から漏れてしまうとして問題視する識者も多い。

### 温度の表現（飲用温度）
これも統一された用語というわけではないが標準的なものを示しておく。ただし、2000年代初頭では「冷や」が拡大解釈され、常温よりも冷やしたものを指して用いられていることもある。
| 名称                       | 飲用温度  | 備考                                                                       |
| -------------------------- | --------- | -------------------------------------------------------------------------- |
| 飛び切り燗（とびきりかん） | 55度前後  | 香りが凝縮し、最も辛口に感じられる。                                       |
| 熱燗（あつかん）           | 50度前後  | 香りはシャープに、味わいはキレがよくなる。                                 |
| 上燗                       | 45度前後  | 香りがきりっと締まり、味わいは柔らかさと引き締まりが出る。                 |
| ぬる燗                     | 40度前後  | 香りが最も大きくなり、味わいにふくらみが出る。                             |
| 人肌燗                     | 37度前後  | 米や麹の香りが引き立ちサラサラとした味わい。                               |
| 日向燗（ひなたかん）       | 33度前後  | 香りが立ってくる。なめらかな味わい。                                       |
| 冷や                       | 常温      | 冷蔵庫などで冷やしたものが「冷や」ではない。                               |
| 涼冷え（すずびえ）         | 15度前後  | フルーティーさやフレッシュさが感じられる。                                 |
| 花冷え                     | 10度前後  | 最近は「冷や」と区別するために「冷やして」などともいう。                   |
| 雪冷え                     | 5度前後   | いわゆる「キンキンに冷やした」もの。                                       |
| (霙（みぞれ）)             | -10度前後 | 冷凍庫で短時間、静かに冷やした後、注ぐと透明からシャーベット状に変化する。 |

一般に温度上昇によって、舌に感じられる酸味が相対的に下がり、旨味が上がることから、「冷や」から「熱燗」くらいまでの温度帯に限っておおざっぱにいうならば、上に行くほどコクと深みを持った味になり、また辛さを感じるようになる。生酛系や純米系など、昔からある製法で造っている酒では、冷やで飲んでもさほど印象的でなかった酒が、燗にすると本領を発揮し、奥深い味を展開することが多い。そういう酒は「燗映え（かんばえ）する」という。また燗をしたときに、温かさがほんのり酒全域に均等に行き渡り、その酒の良さがうまく引き出されることを「燗上がり（かんあがり）する」という。うまく燗上がりさせるのに最も確実な方法は、徳利に入れて湯煎することである。猪口に入れて電子レンジで温めるのも多少は有効だが、中にムラができやすい。いちど燗をした酒がふたたび冷えることを「燗冷まし（かんざまし）になる」という。ていねいに造ってある酒は、燗冷ましになってもそれなりに味わいがあるが、そうでないものは風味のバランスが崩れ、薬品のようなアルコール臭が上立香としてのぼってくる。これを「燗崩れ（かんくずれ）」という。

## 日本酒に関する単位

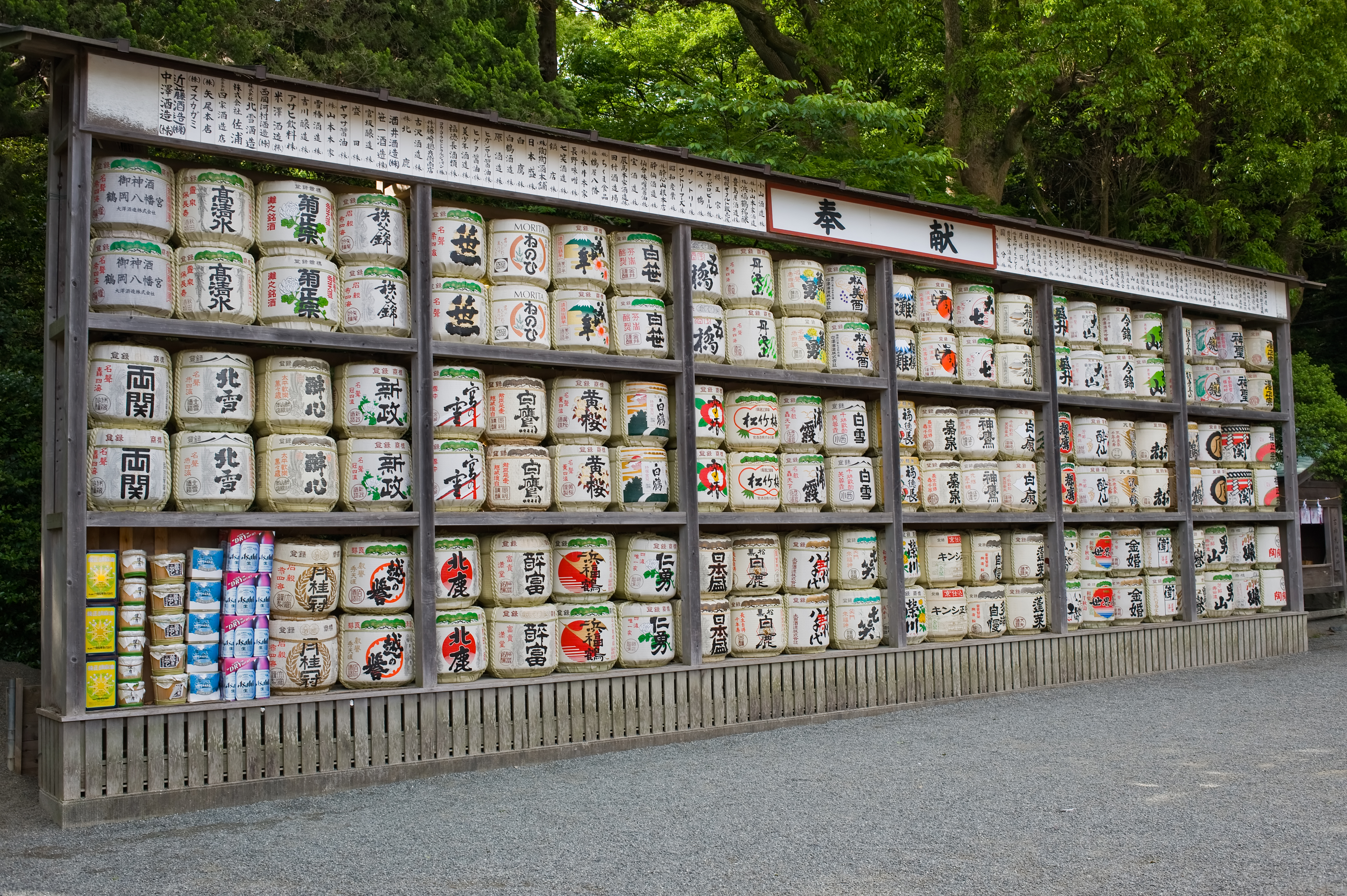
酒樽、鶴岡八幡宮

1升（しょう）=10合（ごう）=1.8リットル
1石（こく）=10斗（と）=100升
これらの容積単位は全て日本の単位系である尺貫法の一部である。
1升とは、酒屋などでごく普通に目にする日本酒の大瓶、すなわち一升瓶に入る容量である。1901年（明治34年）に白鶴が一升瓶で日本酒を販売するようになって以来、百年余りにわたって主流を占めてきた。近年では、その大きさやつきまとうイメージの泥臭さなどが消費減退の理由だと唱える人々がおり、小型化する傾向もある（参照：#日本酒の製法）。
いわゆる中瓶は四合瓶で、文字通り4合（720ミリリットル）入る。
酒蔵では、18リットル入る斗瓶を使っており、消費者が販売店で見る「斗瓶囲い」といった記載表示はそれに由来する（参照：#その他の表示）。
石（こく）は、主に酒蔵の生産量を示すのに用いられる。これも極めておおざっぱな目安であるが、一般の小さな酒蔵だと年間500石、大手の酒蔵で年間5,000石以上といったところである。
当然ではあるが、生産石高と生産される酒質には何の相関関係もない。
荷（か）
「荷」は、主に酒の陸上輸送に使われた単位である。人足が酒樽を天秤棒（てんびんぼう）で前後に1個ずつ担いだことに由来する。
「荷」の表現は中世の公家や僧侶の日記に頻出の表現であり、「樽一荷」で酒二樽を意味するようになった。近世頃まで使用された表現で、江戸時代には二斗樽2つを一荷とした。
駄（だ）
江戸時代に酒樽が大型化し、「伝馬の制」の駄馬の積載量上限である四十貫に合わせ、四斗樽2樽を駄馬に積載し、これを一駄とした。以降10駄を一単位として酒価等を表示することが慣例化した。半分の一樽は片馬と称した。近世から明治以降の近代に至るまで使用された単位である。
盃（はい）
二合五勺を表す。一升の半量である五合を「半ら（なから）」と呼び、二合五勺はその半量であるため「小半ら（こなから）」と称されることもある。橘南谿の『西遊記』においては、西国では一ぱいを四合二三勺程度として酒を売っていたとしており、この呼称は琉球まで同様であったとしている。また、オランダの丸型フラスコもその容量が壱杯と同容量であったと記述している。
献（こん）
現在では「一献やりましょう」というように、「一緒に酒を飲む」という意味で用いられる。古くは一盃になみなみと酒を満たし、酒席をぐるりとひと回りするのが「一献」であった。例えば「宴が三献ほどしたら」というような表現があった。
勺（しゃく）
1升＝10合=100勺
1勺は約18ミリリットル。

## 日本酒メーカーと売上高ランキング
帝国データバンクの統計調査によると、2017年（平成29年）12月時点で日本全国に日本酒を製造するメーカーが1,254社存在し、都道府県別の所在地を見ると、首位は新潟県で84社、2位は長野県で64社、3位は兵庫県で57社となっている。創業100年以上の老舗企業が903社と7割を占め、創業時代別に見ると、首位は明治時代で431社、2位は江戸時代で399社、3位は昭和時代で266社であった。このうち日本酒製造を主業とするのは1,077社で、2016年（平成28年）度の総売上高は4,416億900万円で、2012年（平成24年）度から2016年（平成28年）度まで5年連続で総売上高が小幅上昇している。特に売上高増加が顕著なのが旭酒造で、「獺祭」ブランドの海外展開により前年度比6割の増収となっている。なお獺祭を擁する旭酒造は積極的な海外展開などのおかげで2023年9月期に174億円の売り上げを達成しており、これを2016年度のランキングに当てはめると4位となる。
日本酒の蔵元（造り酒屋）を酒蔵と呼ぶこともある。酒類製造免許を持つ酒蔵のうち、1000程度が実際に営業していると推測されている。
以下に2016年度の売上高上位20社までを記す。
| 2016年度 日本酒メーカー売上高 |                          |        |                  |                         |                               |
| 順位                          | 社名                     | 所在地 | 主要銘柄         | 16年度売上高 （百万円） | 参考（最新）売上高 （百万円） |
| 1                             | 白鶴酒造                 | 兵庫県 | 白鶴             | 34,808                  | 27,300（23年3月期）           |
| 2                             | 月桂冠                   | 京都府 | 月桂冠           | 27,387                  | 17,300（23年3月期）           |
| 3                             | 宝ホールディングス       | 京都府 | 松竹梅           | 24,822                  | 12,145（23年3月期）           |
| 4                             | 大関                     | 兵庫県 | 大関             | 16,376                  |                               |
| 5                             | 日本盛                   | 兵庫県 | 日本盛           | 14,770                  | 13,230（19年3月期）           |
| 6                             | 小山本家酒造             | 埼玉県 | 金紋世界鷹       | 11,358                  | 12,400（22年9月期）           |
| 7                             | 菊正宗                   | 兵庫県 | 菊正宗           | 11,018                  | 9,700（22年3月期）            |
| 8                             | 旭酒造                   | 山口県 | 獺祭             | 10,803                  | 17,400（23年9月期）           |
| 9                             | 黄桜                     | 京都府 | 黄桜             | 10,000                  | 9,500（20年9月期）            |
| 10                            | オエノンホールディングス | 東京都 | 大雪乃蔵、福徳長 | 9,105                   |                               |
| 11                            | 朝日酒造                 | 新潟県 | 久保田           | 8,589                   | 6,247（20年9月期）            |
| 12                            | 八海醸造                 | 新潟県 | 八海山           | 6,169                   | 6,380（23年8月期）            |
| 13                            | 辰馬本家酒造             | 兵庫県 | 白鹿             | 6,063                   |                               |
| 14                            | 菊水酒造                 | 新潟県 | 菊水             | 5,452                   | 4,400（21年9月期）            |
| 15                            | 加藤吉平商店             | 福井県 | 梵               | 4,829                   |                               |
| 16                            | 剣菱酒造                 | 兵庫県 | 剣菱             | 4,300                   | 2,030（22年3月期）            |
| 17                            | 小西酒造                 | 兵庫県 | 白雪             | 4,085                   | 2,200（21年3月期）            |
| 18                            | 沢の鶴                   | 兵庫県 | 沢の鶴           | 3,980                   |                               |
| 19                            | 中杢酒造                 | 愛知県 | 國盛             | 3,700                   | 4,000                         |
| 20                            | 清州櫻醸造               | 愛知県 | 清州桜           | 3,500                   |                               |

## 日本国外での人気

### 日本国外への輸出
近年、日本ではビールやウイスキーも含めたアルコール飲料全般の消費量が減少しており、日本酒もその例に漏れない。
一方、日本国外では21世紀に入ってから日本酒の人気が拡大しており、日本酒は日本語の「酒」にちなみ「sake（サケ、英語読みはサキィ）」と呼ぶ。（参照：「日本酒の歴史」- 昭和時代以降）。アメリカ合衆国やフランスの市場では日本酒、特に吟醸酒の消費が拡大し、イギリスでも2007年から国際ワインコンテストに日本酒部門が設置された。アジア圏においても日本酒の消費量が以前に比べて拡大し、2015年にはとりわけ和食が普及するソウル、香港、台北、シンガポールにおいて高い値を示す。タイ王国では日本酒の需要の急増で日本の蔵元が挙って市場に参入し、競争が激化した。また訪日外国人観光客による、高級な日本酒のまとめ買いも増えている。
日本酒の輸出額は、2013年に初めて100億円を超えた。2020年の日本酒輸出額は241億円で、酒類輸出総額710億円の34％を占めたが、輸出額が急増するジャパニーズ・ウイスキー（271億円、38.2％）に20年ぶりに抜かれて、酒類における最多輸出額品目の地位から陥落した。
2023年の日本酒の輸出額は前年比13％減の410.8億円であり13年連続で続いていた前年比増の記録が途絶えた。中国とアメリカへの輸出が減少がしたことが主要因であり、中国は景気減速や日本産水産物輸入の一次停止等の措置に伴う高級日本食レストランの不振、アメリカは前年入庫在庫調整や人員不足とインフレに伴う消費マインドの低迷が原因とみられた。輸出先順位5か国（地域）は、中国124.7億円、アメリカ90.9億円、香港60.2億円、韓国29億円、台湾26.7億円の順であった。2023年の輸出額410.8億円は、同年の酒類輸出総額1,350億円の約30.4％を占め、酒類の品目別に言うとジャパニーズ・ウイスキーの501億円に次いで2位であった。
このように日本酒の輸出は一進一退で推移しており、フランスのワイン輸出額は約2兆円（155億ユーロ、2021年）、英国北部スコットランドのスコッチ輸出額は約5,600億円（38億ポンド、2020年）と、日本酒輸出額の12倍から42倍の差がある。アメリカの2020年のアルコール飲料消費量のうち、日本酒はわずか0.2%にすぎず（ビール・ウイスキー・ワインの三大アルコールで60%）、そのうち流通量換算でいえば8割が安価な現地生産の日本酒である。
なお、酒に関する規制や税制は各国で異なる。例えば、アメリカ合衆国ではアルコール添加を行った日本酒は、税制上蒸留酒と同一の区分となり、純米酒より酒税が大幅に高くなるため、アメリカ合衆国へ輸出される日本酒の多くが純米酒となっている。
高価格帯の輸出を後押しするため輸出専用の免許が設定されている。

### 日本国外におけるSAKE生産
清酒を海外で造る取り組みは、明治時代にハワイに移住した日本人が行って以来の歴史がある。現代においては地理的表示（GI）の規制により「日本酒」を名乗ることはできないため「SAKE」などの名称で販売している。
海外で生産された酒は水や米の違いから日本産とは味が異なるためライバルとはならず、日本酒ファンを増やす可能性が指摘されている。
各国でのSAKE造りは、以下のような状況である。
- アメリカ合衆国

大手日本酒メーカーの大関、松竹梅、月桂冠などは80年代から進出しており現地生産しているが、アメリカ人が経営する少量生産のクラフト・サケも増加している。2023年には獺祭ブランドを擁する旭酒造がニューヨークに蔵を建設して操業を開始した。「DASSAI BLUE」ブランドで日本酒の販売を開始する。同年には南部美人で2年間修行したアメリカ人らがアーカンソー州ホットスプリングスに「Origami Sake」銘柄の日本酒を製造する蔵を設立した。アーカンソー州はコシヒカリを生産するなどアメリカでの米生産の5割を占めており、旭酒造や「Origami Sake」は同州産の山田錦も使用する。
- ノルウェー - ヌグネ・エウ（英語版）が南部グリムスタで2010年に酒蔵を開設し、「裸島」ブランドで生産。
- イギリス - 日本の酒造会社の酒蔵の他、月桂冠で研修を受けた愛好家が酒蔵を立ち上げている[111]。
- スペイン - ピレネー山脈の麓でセーダ・リキーダ社が2016年に開始。
- カナダ - アーティザン・サケ・メーカー（バンクーバー）など3社が製造。
- ブラジル - 6社が製造。
- 中華人民共和国 - 5社以上が製造。

このほかメキシコ、オーストラリア、ニュージーランドで各1社が酒造りをしている。

## 日本酒に関する道具

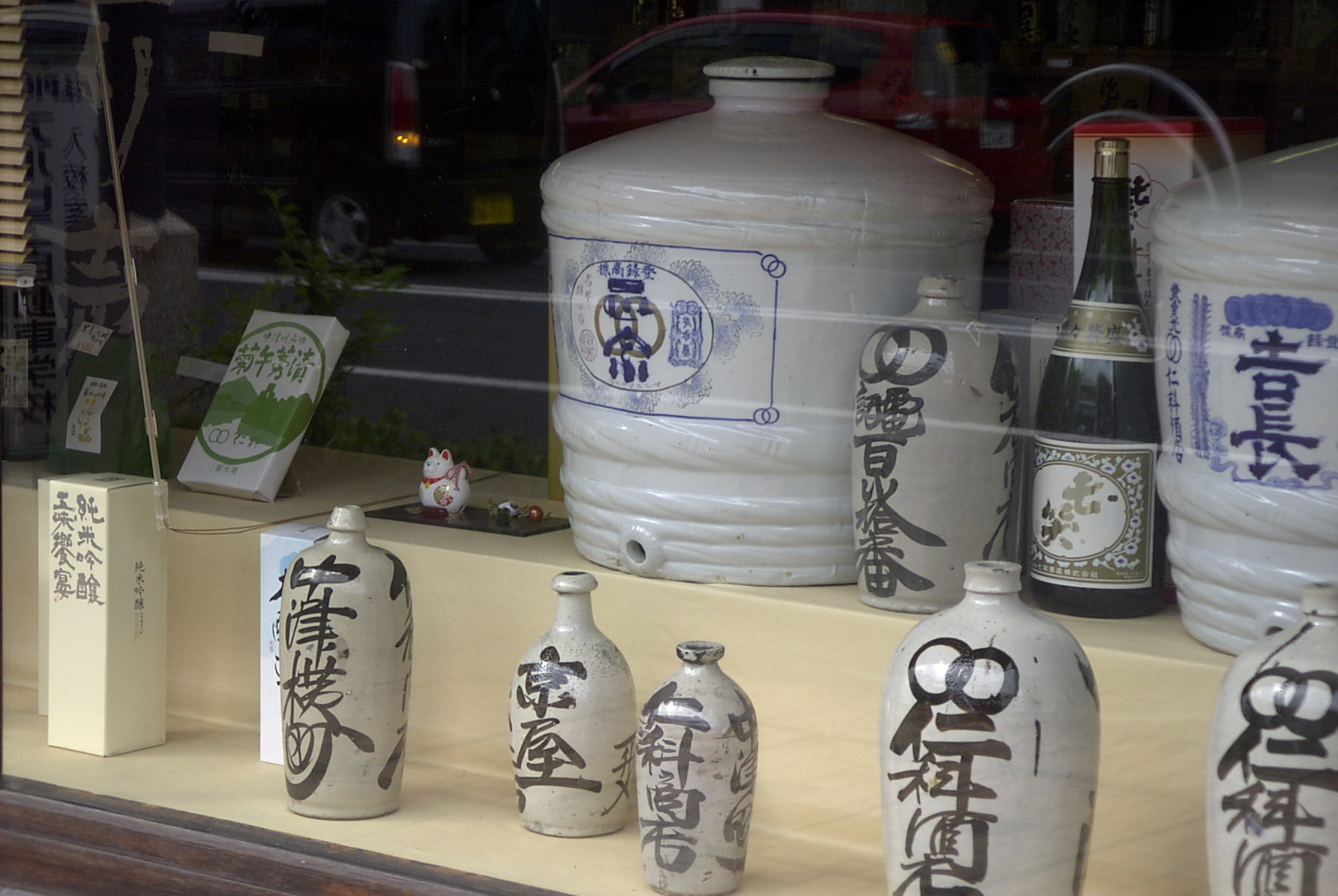
通い徳利や樽形徳利

### 酒器
酒を飲むときや供するときに用いられる道具。

### 醸造器
酒を造るために用いる道具。
- 壺（つぼ） / 甕（かめ） / 桶（おけ）
- 樽（たる） / 結樽（ゆいだる） / 箍（たが）
- 釜（かま） / 甑（こしき） / 蒸籠（せいろ）
- 麹室（こうじむろ） / 麹蓋（こうじぶた） / 麹箱（こうじばこ） / 麹床（こうじどこ）
- 酛場（もとば） / 酛桶（もとおけ）
- 仕込み場（しこみば）
- 笊籬（いかき） / 槽（ふね） / 袋（ふくろ） / やぶた
- 炭（すみ）
- 精米機（せいまいき） / 縦型精米機（たてがたせいまいき）

## 日本酒に関する施設

### 宗教施設
ほとんどが神道系で、神社や祠（ほこら）である。日本全国に酒に関する神社は40社近くあり、全部で55以上の神がまつられる。なかには麹や仕込み水など祀る対象を特化する神社もある。日本においては、ヨーロッパのバッカス、中国の杜康のように、酒のみの神として特定できる神様はいないと言われている。

#### 祀られている主な神々
- 少彦名神（すくなひこな）- 少名毘古那神とも。
- 大国主神（おおくにぬし）- 大己貴神とも。
- 大物主神（おおものぬし）
- 大山祇神（おおやまつみ）- 大山積神、大山津見神とも。
- 木花咲耶姫 （このはなさくやひめ）- 木華佐久耶姫、木花之佐久夜毘売、木花開耶姫とも。
- 大山咋神（おおやまくい）
- 佐牙弥豆男神と佐牙弥豆女神 （さかみずお・さかみずめ）- 酒弥豆男神と酒弥豆女神、酒美豆男と酒美豆女とも。

興味深いことに、日本酒に関する神社は、千葉県から福岡県の間だけに位置するという。中でも京都と奈良に集中している。

#### 主な神社
大神神社
奈良県桜井市。酒の神として大物主神、高橋活日命が奉られている。三輪明神とも。
松尾大社
京都市。醸造の神として信仰され、お酒の資料館も併設されている。
弓弦羽神社
灘五郷の古社。
梅宮大社
京都市。ここのご祭神は木之花開耶姫（このはなさくやひめ）とその父神、大山祇神（おおやまつみのかみ）で、「日本書紀」では『木之花開耶姫が狭名田の稲を以って 天甜酒 を醸んで嘗す』とあり、我が国で最初に酒を造られた神様とされています。
出雲大社
島根県出雲市。
佐香神社
島根県出雲市。島根県が開発した酒米佐香錦の名称由来ともなった。
日吉大社
滋賀県大津市。
佐牙神社
京都府京田辺市。佐牙弥豆男神と佐牙弥豆女神を祀る。
壺神神社
奈良市。佐牙弥豆男神と佐牙弥豆女神を祀る。
酒見神社
愛知県一宮市。佐牙弥豆男神と佐牙弥豆女神を祀る。
御酒殿神
三重県伊勢市。祭神は社名と同じ御酒殿神。

#### 神社以外
菩提山正暦寺
奈良市。かつて僧坊酒を造っていた中心的な寺院であった。初めて清酒がここで醸造されたという伝承があり、「日本清酒発祥之地」の碑が建つ。（参照:清酒の起源）

### 博物館・資料館
- 男山酒造り資料館（北海道旭川市） - もとは摂泉十二郷の銘柄であった「男山」340年の歴史と江戸時代の資料、文献、酒器などが展示、公開されている。
- 南部杜氏の里（岩手県花巻市石鳥谷町） - 南部杜氏伝承館、南部杜氏会館、南部杜氏歴史民俗資料館、石鳥谷農業伝承館など多くの南部杜氏に関する歴史や文物の展示施設が点在している。
- 松山酒ミュージアム（宮城県大崎市(旧志田郡松山町)）
- 酒造資料館東光の酒蔵（山形県米沢市）-大吟醸の試飲が1000円で可能である。[116]
- 月山の酒造資料館 設楽酒造店 （山形県西村山郡西川町）
- 秩父錦 酒づくりの森（埼玉県秩父市） - 秩父市矢尾本店が開設している資料館で、江戸時代の酒造関係の文書や機具、また全国に散在する江州蔵の成り立ちについての資料を展示している。
- 日本の酒情報館 Sake Plaza（東京都港区） - 日本酒造組合中央会が直営する日本酒や焼酎に関する資料館。各種展示のほか、約6,000冊の関係資料の閲覧もできる。イベント開催のため閉館の日も多い。
- ぽんしゅ館（新潟県南魚沼郡湯沢町） - 上越新幹線越後湯沢駅構内に併設されている小規模の博物館だが、新潟県内ほぼ全ての酒を利けるコーナーや酒風呂などがある。
- 國盛酒の文化館（愛知県半田市）
- キンシ正宗堀野記念館（京都市中京区）
- 月桂冠大倉記念館（京都市伏見区）
- キザクラカッパカントリー（京都市伏見区）
- ブルワリーミュージアム（兵庫県伊丹市）
- 日本盛酒蔵通り煉瓦館（兵庫県西宮市）
- 白鹿記念酒造博物館（兵庫県西宮市）
- 白鷹禄水苑（兵庫県西宮市）
- 酒匠館（兵庫県神戸市東灘区） - 2009年運営蔵元の廃業により廃止。
- 白鶴酒造資料館（兵庫県神戸市東灘区）
- 神戸酒心館（兵庫県神戸市東灘区）
- 沢の鶴資料館（兵庫県神戸市東灘区）
- 浜福鶴吟醸工房（兵庫県神戸市東灘区）
- 櫻正宗記念館櫻宴（兵庫県神戸市東灘区）
- 菊正宗酒造記念館（兵庫県神戸市東灘区）
- 明石江井島酒館（兵庫県明石市）
- 西条酒蔵通り（広島県東広島市）

## 日本酒に関する文化行事

### 家庭行事
- 屠蘇（屠蘇散）
- 別火（わかれび） 桃の節句。燗を止めることを指す。
- 花見酒（はなみざけ）
- 菖蒲酒（しょうぶざけ）五月五日の端午の節句に飲む。燗をしたお酒の中に菖蒲の茎を浸して味わうもので、飲めば邪気払いになるという。
- 夏越酒（なごしざけ）六月の晦日に、半年間の汚れを流す意味から飲むお酒。これからの暑い夏を乗り越えるため、暑気払いのお酒。[117]
- 菊酒（きくざけ） 菊の節句。燗のつけはじめでもあった。
- 月見酒（つきみざけ）
- 雪見酒（ゆきみざけ）

### 祭り
- 酒祭り（広島県東広島市西条）
- どろめ祭り（高知県香美郡赤岡町）
- どぶろく祭り（日本各地多数）
- にいがた酒の陣（新潟県新潟市）

## 日本酒についての学術研究
日本酒の醸造技術については、各蔵元で工夫・継承される以外に、日本で最初に醸造科学科を設立した東京農業大学などで研究・教育が行われている。
地酒どころとして知られる新潟県は、都道府県立研究機関では唯一、日本酒を専門とする醸造試験場を持つ。同県にある国立の新潟大学は県と酒造組合と連携協定を結び、2018年に「日本酒学センター」を設立。さらにワイン学をモデルに、日本酒の製造技術だけでなく流通など経済的側面や心身の健康への影響、歴史、文化・芸術との関わりを学際的に研究する全国組織「日本酒学研究会」発足（2019年）を主導し、学会への移行をめざしている。

### 日本酒学（Sakeology）
日本酒学とは、醸造・発酵などの造りの領域から、流通流通・販売などの消費に関係する領域、さらには健康・酒税・地域性・歴史・文化・法律などのより広い観点の領域を内包した総合科学としての新しい学問分野である。海外においては「ワイン学」という学問分野も確立されており、ペアリングのような感性的な領域と思われるものでも、科学的な根拠に基づいて議論されている。
2018年4月1日に新潟大学日本酒学センターを設置した新潟大学では、新潟県、新潟県酒造組合との3者間の協力のもと、全学部の学生を対象とした「日本酒学A-1、A-2」を開講している。また、当初予定していた200名の定員を大幅に上回る受講希望者が殺到したため、300名に変更するなどした。

### 日本酒関連プロジェクトを行う大学
- 全国の大学で初めて「醸造科学科」を開設した専門教育機関としても知られる東京農業大学では、2019年に日本酒サークル「酒仙会」を設立している[121]。
- 2020年には、上川大雪酒造が国立帯広畜産大学キャンパス内に上川大雪酒造・碧雲蔵（へきうんぐら）を創設した。
- 秋田県立大学は、2009年より日本酒醸造プロジェクトに取り組んでおり、2021年3月にはオリジナル日本酒の発売に至っている[122]。

## 日本酒を題材にした作品

### 文芸・漫画・映像作品
- 藏 - 宮尾登美子作の小説。太平洋戦争前に新潟県の造り酒屋の娘として生まれた女性が、障害を負いながらも蔵元として成長する姿を描く。1995年に松たか子主演でテレビドラマ、浅野ゆう子主演で映画化された。
- 夏子の酒 - 尾瀬あきら作の漫画。東京でOLをしていた新潟県の造り酒屋の娘が、兄の死をきっかけに蔵を継ぎ、様々な問題に立ち向かう。亀の尾復活をモデルに幻の酒米の復活の描写がある。1994年に和久井映見主演でテレビドラマ化された。
- 奈津の蔵 - 尾瀬あきら作。『夏子の酒』の主人公夏子の祖母である奈津が蔵に嫁入りしてからの半生を、酒造技術の発展や戦争などの時代背景とともに描く。
- 美味しんぼ - 雁屋哲原作・花咲アキラ作画の漫画・アニメ。連載当初からフランス料理の「料理とワインのマリアージュ」に対し、日本にも和食と日本酒の引き立て合いの文化があること、あるいは西洋料理と日本酒のマリアージュも紹介している。一方、大手メーカーや非純米酒に対して批判的な描写も見られる。
- もやしもん - 石川雅之作の漫画・アニメ・ドラマ。麹や酵母等の菌が見える主人公・沢木と、周囲の人間たちの農業大学での生活を描く。沢木は「もやし屋」こと種麹屋の息子で、共に上京入学した幼馴染が蔵元の跡継ぎなこともあり、また酒造は発酵の研究をしている参加ゼミの重要なテーマであることから、日本酒をはじめとした様々な酒が登場する。
- 大使閣下の料理人 - 西村ミツル著の回想記、およびこれを原作として脚色を加えたかわすみひろし作画の漫画。料理人である主人公が雇用者である外交官に、日本酒の良さを説くものの、日本国外での日本酒の流行は流行りに弱い若い世代だけに限られるとして、取り合ってもらえない。最終的には、日本酒の真価が認められる、というエピソードがある。
- 酒のほそ道 - ラズウェル細木作。漫画。東京でサラリーマン生活を送る独身の岩間宗達とその周辺の飲兵衛が繰り広げる、蘊蓄とドタバタを季節感たっぷりに紹介する。
- 蔵人 クロード - 尾瀬あきら作。漫画。日系3世のアメリカ人クロードが、造り酒屋の蔵人になり、幻の酒を復活させようとする。
- BARレモン・ハート - 古谷三敏作のバーを舞台とした漫画。作中に日本酒を含む多くの酒が登場する。
- 甘辛しゃん（1997年度下期NHK連続テレビ小説）- 兵庫県篠山の酒米農家の娘が台風災害と母親の再婚によって灘の造り酒屋の家族となって、生前の実父が目指した純米酒づくりを目指す物語。佐藤夕美子主演。
- 恋のしずく (映画)（2018年公開）- 農業大学の女子学生がインターンシップ先の広島市西条の造り酒屋で日本酒作りに奮闘する物語。瀬木直貴監督、川栄李奈主演。
- SAKE NEW WORLD - テレビ朝日のミニ番組。中田英寿がナビゲーターを務める。
- 吟ずる者たち - 吟醸醸造の父、三浦仙三郎の伝記映画。

### 音楽・演劇・舞踊・落語
- 『胡飲酒』（こんじゅ）（雅楽） - 唐楽で、天平年間に 林邑僧仏哲が伝えた「林邑楽八曲」の一つ。胡 （西域） 人が酒に酔ってこの曲を演奏する様を舞にした、一人舞の舞楽でもある。
- 『猩々』（しょうじょう）（能）
- 『安宅』（あたか）（能） - 山伏に身をやつした義経主従が奥州平泉へ逃げのびる際、北陸道安宅の関を通ろうとすると、怪しまれて止められる。弁慶は関守の富樫と山伏について問答をし、偽の勧進帳を読み上げ、必死で危機を乗り越えようとする。その姿に感銘を受けた富樫は、義経主従とは知りつつも関の通過を許し、詫びのしるしとして一行に酒を振る舞う。その酒を豪快に飲み干した弁慶は、お礼にと延年の舞を披露しつつ一行をせき立て、奥州へ落ち延びていく。歌舞伎『勧進帳』の原作。
- 『棒縛』（ぼうしばり）（狂言） - 主の留守に、家来の太郎冠者、次郎冠者が酒を盗み飲みするので、ある日主人は外出に際して、太郎冠者を棒に縛り付け、また次郎冠者を後ろ手に縛って出かける。二人は縛られたまま、何とか酒を飲もうと色々と工夫してついに酒のふたを開け、互いに飲ませ合い、すっかり酔って歌うは舞うはの騒ぎとなり、主の悪口を言い合っている所に当の主人が帰ってくる。歌舞伎にもほぼ同じ筋書きのまま取り入れられたほか、宝塚少女歌劇で最初に飲酒がテーマになった演目としても著名。
- 『笹の露』（地歌・箏曲） - 文化文政時代に、京都で活躍した盲人音楽家菊岡検校が地歌として作曲、八重崎検校が箏の手付をした手事もの（てごともの）の大曲。和漢の様々な故事から、酒にまつわる箇所を色々引いて酒の徳を讃えた曲。「笹の露」とは酒の美称でもあり、またこの曲の別名を「酒」ともいう。2ヶ所の長大な手事 （楽器だけで奏される長い器楽間奏部） は技巧に富むかたわら、三味線と箏の掛け合いが非常に多く、これは酒を差しつ差されつするさまを表しているといわれる。
- 『勧進帳』（歌舞伎および長唄） - 1840年（天保11年）初演。四世杵屋六三郎作曲。歌舞伎十八番の一つで人気が高い。内容は能の『安宅』に同じ。また長唄の曲としても知られ、演奏会で長唄のみ演奏されることも多い。
- 『新版酒餅合戦』（しんぱんさかもちがっせん）（長唄・常磐津節・義太夫節 掛け合い曲） - 昭和40年代、現代邦楽の作曲家、杵屋正邦の作品。酒をはじめとする食品を擬人化した曲。きな粉元年あずきの末、自慢のし合いがもとで、酒一族と餅一族が座敷が原で合戦を繰り広げる。それを聞きつけた白大根練馬介の御台所・白妙の方が、人参の赤姫、ゴボウの黒姫などの女武者を引き連れて仲裁に入り、争いも治まり平和になる。
- 『黒田節』（福岡県民謡）
- 『禁酒番屋』（落語） - 酒の持込禁止をするために設けられた番屋の目をごまかそうと努力する様子が面白い。
- 『試し酒』（落語） - 「うちの下男、久蔵は大酒飲みで5升は飲み干せる」と自慢する近江屋の主人に、尾張屋の主人が本当に久蔵が5升飲めるかどうかの賭けを持ちかける。当の久蔵は戸惑って「少し考えるので待っていてほしい」と言い残して表に出て行く。しばらくして戻って来た久蔵は見事に5升の酒を1升ずつ飲み干してみせる。賭けに負けた尾張屋が「どうしてそんなに酒が飲めるのか。さっき出て行った時に何かしたのか」と尋ねると、久蔵は「酒を5升も飲んだことがなかったので、表の酒屋で試しに5升飲んできた」
- 『親子酒』（落語） - 酒好きの親子。息子の酒癖の悪いのを憂えた父親の提案でが二人で禁酒するが、ある日、息子が出かけている間に父親は酒を飲み始めてしまう。そこに帰ってきた息子も取引先に勧められるままに酒を飲んで酔っている。口論の挙句、父親は女房に向かって「婆さん、こいつの顔はさっきからいくつにも見える。こんな化け物に身代は渡せない」。息子も負けずに「俺だって、こんなぐるぐる回る家は要らねぇ」。
- 『二番煎じ』（落語） - 寒い冬の晩、夜回り当番の面々が番小屋で鍋をつつきながら禁止されている酒を飲んでいると突然廻り方同心（侍）がそこを訪れる。あわてた一同は鍋と酒を隠そうとするが酒だけは隠し切れない。とっさに「これは煎じ薬でございます。」というと「そうか、身共（わたし）もここのところ風邪気味じゃ。町人の薬を吟味したい」といって酒を口にする。「うむ、結構な薬だ。もう一杯ふるまわんか」と、結局同心は鍋も見つけ、酒も鍋もすっかり平らげてしまう。「もう煎じ薬がございません」と告げると「しからば、いま町内をひと回りしてまいる。二番を煎じておけ」。
- 『芝浜』（落語） - 魚屋の勝は大の酒好きで仕事もろくにしない。ある朝、女房に叩き起こされて渋々市場に向かったが、浜辺で大金の入った革の財布を見つけ、飛んで帰って大宴会を開く。翌日、二日酔いで起き出した勝は女房に、こんなに呑んで支払いをどうする気かと言われる。拾った財布の金のことを訴えるが女房は、そんなものは知らない、金欲しさのあまりに酔って夢を見たんだろと言う。勝は愕然とするがついに納得。つくづく反省して断酒を決意し死にもの狂いで働き始める。三年後の大晦日の晩。今では表通りに店を構え、生活も安定するまでになった。妻は「話しがある」と、三年前の財布の件について真相を勝に話した。十両盗めば首が飛ぶといわれた当時、拾った金の横領が露見すれば死刑だ。勝が酔い潰れている間に長屋の大家と相談し、大家は財布を役所に届け、妻は勝の泥酔に乗じて「財布なぞ最初から拾ってない」と言いくるめることにした。落とし主が現れなかったために役所から下げ渡された財布を見せられた勝は、道を踏み外しそうになった自分を立直らせてくれた妻の機転に強く感謝する。妻は懸命に頑張ってきた夫をねぎらい、久し振りに酒でもと勧める。はじめは拒んだ勝だったが、やがておずおずと杯を手にする。「うん、そうだな、じゃあ、呑むとするか」といったんは杯を口元に運ぶが、やはり飲まずに杯を置いてしまう。「どうしたの？」「よそう。また夢になるといけねえ」

### 芸能
- 一般社団法人ミス日本酒の主宰するミス・コンテスト「ミス日本酒」では、伝統ある日本酒と日本文化の魅力を日本国内外に発信する美意識と知性を身につけたアンバサダーを選出する目的で毎年コンテストを開催している。選出されたMiss SAKEは、国内外のイベント等にて日本酒のピーアール活動を行っている。

## 日本酒に関する参考本
- 『日本酒』 岩波新書 秋山裕一著 岩波書店発行 1994年
- 『日本酒ルネッサンス』 中公新書 小泉武夫著 中央公論社発行 1992年
- 『日本の酒づくり』 中公新書 篠田次郎著 中央公論社発行 1992年
- 『美酒の条件』 山本祥一郎著 時事通信社発行 1992年
- 『日本酒ベストセレクション392』 小檜山俊監修 日本文芸社発行 1994年
- 『地酒の本』 ＣＢＳソニー出版編集部編集 ソニーマガジンズ発行 1990年
- 『全国蔵元一覧表』日本酒造組合中央会発行　2003年